# 宋朝宰相列表
以下为两宋宰相列表。該表收錄尚書左右僕射（左右丞相），也即所謂“宰相”以及參知政事、樞密使、樞密副使、同平章事等，也即所謂“執政”。元人脱脱领衔的宋辽金三朝史多有错讹，宋史《宰辅表》也不例外。该表所依据的是王瑞来《宋史宰辅表考证》以及该书所引用文献凡数十种。
執政進拜大部分與樞密院有關，樞密院長官在宋代的資格先後為：知樞密院事、同知樞密院事、簽書樞密院事、同簽書樞密院事。 元豐改制之後，五代以來非正式官銜的參知政事以及平章政事暫時退出了執政進拜範圍，改以三省侍郎為執政。至南宋又恢復了參知及平章的設置。偶爾會出現官銜前加“權”字如“權知樞密院事“者，為暫代。表中會有如“落□□”（落致仕、落節鉞）等表達，“落”指的是撤回。南宋後期，史彌遠去世後執政進拜較為混亂，由於多次加“執政恩數”（也作“執政恩例”），即與執政同等待遇，宰輔表在編纂時有錯誤地將恩數列入進拜範圍的情況。关于靖康之变后中国北方的宰相拜免情况请参考金朝宰相列表。

## 北宋
宋宰輔年表，前九朝始建隆庚申，終靖康丙午，凡一百六十七年，居相位者七十二人，位執政者二百三十八人。
| 公元 | 紀年                                               | 宰相進拜加官 | 宰相罷免 | 執政進拜加官 | 執政罷免 |
| ---- | -------------------------------------------------- | --- | --- | --- | --- |
| 960  | 建隆元年庚申太祖正月甲辰即位                       | 二月乙亥，周宰相范質自守司徒兼門下侍郎、同中書門下平章事、昭文館大學士、參知樞密院事依前守司徒，加兼侍中。王溥自尚書右僕射兼門下侍郎、同中書門下平章事、監修國史參知樞密院事加守司空兼門下侍郎、同平章事。魏仁浦自樞密使、行中書侍郎、同中書門下平章事、集賢殿大學士加尚書右僕射兼中書侍郎、同平章事。 范質 王溥 魏仁浦 | 二月乙亥，范質、王溥並罷參知樞密院事。 | 吳廷祚（二月乙亥，自樞密使加同中書門下二品） 趙普（加兵部侍郎、樞密副使） | |
| 961  | 二年辛酉                                           | 范質 王溥 魏仁浦 | | 吳廷祚 趙普 | |
| 962  | 三年壬戌                                           | 范質 王溥 魏仁浦 | | 趙普（加檢校太保兼御史大夫、樞密使） | 六月癸巳，吳廷祚自樞密使出為雄武軍節度使，依前同中書門下平章事。 |
| 963  | 乾德元年癸亥                                       | 范質 王溥 魏仁浦 | | 趙普 | |
| 964  | 二年甲子                                           | 正月庚寅，趙普自樞密使加門下侍郎、同平章事、集賢殿大學士。壬寅，加監修國史。 范質 王溥 魏仁浦 趙普 | 正月戊子，司徒范質以太子太傅，司空王溥以太子太保，尚書右僕射魏仁浦依前守本官，並免。 | 李崇矩（樞密使） 王仁贍（樞密副使） 薛居正（參知政事） 呂餘慶（參知政事） | 趙普拜相 |
| 965  | 三年乙丑                                           | 趙普 | | 李崇矩 王仁贍 薛居正 | 呂餘慶權知成都府。 |
| 966  | 四年丙寅                                           | 趙普 | | 李崇矩 王仁贍 薛居正 | |
| 967  | 五年丁卯                                           | 三月十七日丙午，趙普自門下侍郎加尚書左僕射兼門下侍郎、昭文館大學士。十二月，趙普丁母憂，丙子起復。 趙普 | | 李崇矩 薛居正 沈義倫（自西川轉運使加戶部侍郎，遷樞密副使） | 正月甲寅，王仁贍自樞密副使責授右衞大將軍，罷歸本班。 |
| 968  | 開寶元年戊辰                                       | 趙普 | | 李崇矩 薛居正 沈義倫 呂餘慶（召還） | |
| 969  | 二年己巳                                           | 趙普 | | 李崇矩 薛居正 沈義倫 呂餘慶 | |
| 970  | 三年庚午                                           | 三月戊辰，右僕射趙普落起復，加特進。 趙普 | | 李崇矩 薛居正 沈義倫 呂餘慶 | |
| 971  | 四年辛未                                           | 趙普 | | 李崇矩 薛居正 沈義倫 呂餘慶 | |
| 972  | 五年壬申                                           | 趙普 | | 薛居正（兼提點三司淮南、荊湖、嶺南諸州水陸轉運使事） 沈義倫 呂餘慶（兼提點三司荊南、劍南諸州水陸轉運使事） 劉熙古（自端明殿學士、兵部侍郎除參知政事） | 九月癸酉，李崇矩以樞密使出為鎮國軍節度使。 |
| 973  | 六年癸酉                                           | 九月己巳，薛居正自吏部侍郎、參知政事加門下侍郎、同平章事，仍兼都提點湖南等路轉運事、監修國史。沈義倫自戶部侍郎、樞密副使加中書侍郎、同平章事、集賢殿大學士，仍兼提點劍南等路轉運事。 趙普 薛居正 沈義倫 | 八月甲辰，趙普自左僕射以檢校太傅、河陽三城節度使同中書門下平章事。 | 薛居正（兼修五代史） 盧多遜（自翰林學士、兵部員外郎遷中書舍人、參知政事） 楚昭輔（自左驍衞大將軍判三司遷樞密副使） | 五月庚申，參知政事劉熙古足疾，以戶部尚書致仕。九月丁卯，參知政事呂餘慶以疾遷尚書左丞免。薛居正同年下半年拜相。 |
| 974  | 七年甲戌                                           | 薛居正 沈義倫 | | 盧多遜 楚昭輔 | |
| 975  | 八年乙亥                                           | 薛居正 沈義倫 | | 盧多遜 楚昭輔 | |
| 976  | 九年丙子太宗十月癸丑即位。十二月，改太平興國元年。 | 十月庚申，薛居正自門下侍郎、同平章事加尚書左僕射兼門下侍郎、昭文館大學士。沈義倫自中書侍郎、同平章事加尚書右僕射兼門下侍郎、監修國史。盧多遜自吏部侍郎、參知政事遷中書侍郎、同中書門下平章事、集賢殿大學士。 薛居正 沈義倫 盧多遜 | | 盧多遜 楚昭輔 （以樞密副使領宣徽院事。旋進樞密使） 曹彬（自宣徽南院使、義成軍節度使遷樞密使） | 盧多遜拜相 |
| 977  | 二年丁丑                                           | 薛居正 沈義倫 盧多遜 | | 楚昭輔 曹彬 | |
| 978  | 三年戊寅                                           | 薛居正 沈義倫 盧多遜 | | 楚昭輔 曹彬 | |
| 979  | 四年己卯                                           | 十月乙亥，薛居正自尚書左僕射加司空。 薛居正 沈義倫 盧多遜 | | 楚昭輔 曹彬（加侍中） 石熙載（自樞密直學士遷簽署樞密院事） | |
| 980  | 五年庚辰                                           | 薛居正 沈義倫 盧多遜 | | 楚昭輔 曹彬 石熙載 | |
| 981  | 六年辛巳                                           | 九月辛亥，趙普自太子太保加守司徒兼侍中、昭文館大學士。 薛居正 沈義倫 盧多遜 趙普 | 六月甲戌，尚書左僕射薛居正薨。 | 楚昭輔 曹彬 石熙載（自刑部侍郎、樞密副使遷戶部尚書、樞密使） | 十一月己未，樞密使楚昭輔以左驍衞上將軍免。 |
| 982  | 七年壬午                                           | 沈義倫 盧多遜 趙普 | 四月戊辰，盧多遜自中書侍郎、同中書門下平章事責授兵部尚書免。庚辰，沈義倫自尚書右僕射責授工部尚書免。 | 曹彬 石熙載 竇偁（左正諫大夫、樞密直學士加參知政事） 郭贄（自中書舍人加參知政事） 柴禹錫（宣徽北院使兼樞密副使） | 十一月，參知竇偁卒。 |
| 983  | 八年癸未                                           | 十一月壬子，宋琪自刑部尚書、參知政事，李昉自工部尚書、參知政事，並守本官，加同中書門下平章事。 趙普 宋琪 李昉 | 十月己酉，趙普自司徒兼侍中以檢校太尉兼侍中、武勝軍節度使出鎮鄧州。 | 石熙載 郭贄 柴禹錫 王顯（宣徽南院使，加檢校太保，進樞密使) 弭德超（宣徽北院使，並兼樞密副使） 宋琪（左諫議大夫、參知政事。） 李昉（參知政事） 李穆（參知政事） 呂蒙正（參知政事） 李至（參知政事） 張齊賢（同簽書樞密院事） 王沔（同簽書樞密院事） | 正月戊寅，樞密使曹彬以天平軍節度使免。 四月壬子，樞密副使弭德超坐詬同列，語涉怨望，削官並親屬配瓊州。七月辛未，參知政事郭贄坐被酒奏事，責授秘書少監。八月庚戌，樞密使石熙載有疾，以尚書右僕射免。 |
| 984  | 雍熙元年甲申                                       | 十二月庚辰，宋琪自同中書門下平章事加昭文館大學士。李昉加監修國史。 宋琪 李昉 | | 柴禹錫 王顯 呂蒙正 李至 張齊賢 王沔 | 正月癸酉，參知政事李穆卒。 |
| 985  | 二年乙酉                                           | 宋琪 李昉 | 十二月丙辰，宋琪自同中書門下平章事以本官免。 | 柴禹錫 王顯 呂蒙正 李至 張齊賢 王沔 | 十二月丙辰，柴禹錫自樞密副使以左驍衞大將軍免。 |
| 986  | 三年丙戌                                           | 李昉 | | 王顯 呂蒙正 王沔（簽書樞密院事） 辛仲甫(自御史中丞遷給事中、參知政事。) 張宏(自樞密直學士遷右諫議大夫，並樞密副使) | 正月戊戌，李至自參知政事以禮部侍郎免。七月戊子，張齊賢自簽書樞密院事遷秩知代州。 |
| 987  | 四年丁亥                                           | 李昉 | | 王顯 呂蒙正 王沔 辛仲甫 趙昌言（自御史中丞遷樞密副使） | 四月己亥，張宏自樞密副使以御史中丞免。 |
| 988  | 端拱元年戊子                                       | 二月庚子，趙普自檢校太師兼侍中、山南東道節度使加太保兼侍中、昭文館大學士，呂蒙正自給事中、參知政事加中書侍郎兼戶部尚書、監修國史，並同中書門下平章事。 趙普 | 二月庚子，李昉自同中書門下平章事以尚書右僕射免。 | 王顯 呂蒙正 王沔 辛仲甫 張宏 楊守一（自內客省使遷宣徽北院使、簽書樞密院事） | 三月甲戌，趙昌言自工部侍郎、樞密副使責授崇信軍節度使行軍司馬。九月乙酉朔，楊守一卒。 |
| 989  | 二年己丑                                           | 趙普 呂蒙正 | | 王顯 王沔 辛仲甫 張宏 張齊賢（左諫議大夫、簽書樞密院事遷刑部侍郎、樞密副使） 張遜（自鹽鐵使遷宣徽北院使、簽書樞密院事） | |
| 990  | 淳化元年庚寅                                       | 趙普 呂蒙正 | 正月戊子，趙普自太保、同中書門下平章事守太保兼中書令、西京留守、河南尹。 | 王顯 王沔 辛仲甫 張宏 張齊賢 張遜 | |
| 991  | 二年辛卯                                           | 九月己亥，李昉自守尚書右僕射兼中書侍郎、同平章事、監修國史。張齊賢自刑部侍郎、參知政事加吏部侍郎、同平章事。 呂蒙正 李昉 張齊賢 | 九月己亥，呂蒙正自同中書門下平章事以吏部尚書免。 | 陳恕（自鹽鐵使、給事中，並參知政事） 張遜（自宣徽北院使、簽書樞密院事遷樞密副使） 溫仲舒（自樞密直學士並左諫議大夫，遷樞密副使） 寇準（自樞密直學士並左諫議大夫，遷樞密副使） 賈黃中（自翰林學士並給事中、參知政事） 李沆（自翰林學士並給事中、參知政事） | 三月乙丑，辛仲甫自給事中、參知政事以工部尚書知陳州。 四月辛巳，張宏自樞密副使以吏部侍郎免。 九月丁酉，王沔自參知政事、守戶部侍郎，陳恕守給事中，並免。 癸卯，王顯自檢校太傅、樞密使責授隨州刺史、崇信軍節度觀察處置等使。 |
| 992  | 三年壬辰                                           | 李昉 張齊賢 | 三月乙未，趙普守太師，給宰相俸，西京養疾。 | 張遜 溫仲舒 寇準 賈黃中 李沆 | |
| 993  | 四年癸巳                                           | 十月辛未，呂蒙正自守吏部尚書加同中書門下平章事。 李昉 張齊賢 呂蒙正 | 六月丙寅，張齊賢自吏部侍郎、同平章事以尚書左丞免。十月辛未，李昉自中書侍郎、同平章事以本官免。 | 柴禹錫（知樞密院事） 劉昌言（同知樞密院事） 呂端（參知政事） 趙鎔（宣徽北院使） 向敏中（同知樞密院事） 蘇易簡（參知政事） 趙昌言（參知政事） | 六月壬申，張遜自樞密副使、同知院事責授右領軍衞將軍。 寇準自左諫議大夫、樞密副使、同知院事罷守本官。 十月辛未，賈黃中、李沆自給事中、參知政事， 溫仲舒自左諫議大夫、同知樞密院事，並罷守本官。 |
| 994  | 五年甲午                                           | 呂蒙正 | | 柴禹錫 劉昌言 呂端 趙鎔 蘇易簡 寇準（参知政事） | |
| 995  | 至道元年乙未                                       | 四月癸未，呂端自左諫議大夫、參知政事加戶部侍郎、同平章事。 呂蒙正 呂端 | 四月癸未，呂蒙正自同中書門下平章事以尚書右僕射出判河南府。 | 趙鎔 寇準 钱若水（同知樞密院事） 張洎（參知政事） | 正月癸亥，趙昌言自參知政事以戶部侍郎知鳳翔府。戊辰，劉昌言自同知樞密院事以給事中免。四月癸未，柴禹錫自知樞密院事以鎮寧軍節度使知涇州。蘇易簡自給事中、參知政事以禮部侍郎出知鄧州。 钱若水为宋代宰辅中首名未经历五代的。 |
| 996  | 二年丙申                                           | 呂端 | | 趙鎔 钱若水 張洎 李昌齡（參知政事） | 七月丙寅，寇準自參知政事以給事中守本官免。 |
| 997  | 三年丁酉 真宗三月癸巳即位                          | 四月癸卯，呂端自戶部侍郎、同平章事加監修國史。 呂端 | | 溫仲舒（參知政事） 王化基（參知政事） 李惟清（同知樞密院事） 李至（參知政事） 李沆（參知政事） 曹彬（侍中、樞密使） 夏侯嶠（樞密副使） 向敏中（樞密副使） | 正月丙子，張洎自參知政事以刑部侍郎免。五月甲戌，李昌齡自參知政事責授忠武軍節度行軍司馬。六月乙巳，錢若水自同知樞密院事以集賢院學士免。八月己亥，趙鎔自知樞密院事以壽州觀察使免。李惟清自同知樞密院事以御史中丞免。 |
| 998  | 咸平元年戊戌                                       | 十月戊子，張齊賢自守戶部尚書、知安州加兵部尚書、同中書門下平章事。李沆自戶部尚書、參知政事仍本官加同中書門下平章事、監修國史。 呂端 張齊賢 李沆 | 十月戊子，同中書門下平章事呂端有疾，以太子太保免。 | 曹彬 向敏中 王化基 楊礪（樞密副使） 宋湜（樞密副使） | 十月戊子，李至自工部尚書、參知政事以檢校太傅、武勝軍節度使免。 己丑，溫仲舒自吏部侍郎、參知政事以禮部尚書免。 夏侯嶠自樞密副使以戶部侍郎、翰林侍讀學士兼秘書監、翰林學士免。 |
| 999  | 二年己亥                                           | 十一月，南郊禮成，張齊賢加門下侍郎兼兵部尚書，李沆加中書侍郎。 張齊賢 李沆 | | 向敏中 王化基 王顯（樞密使） 宋湜 | 曹彬、楊礪卒。 |
| 1000 | 三年庚子                                           | 張齊賢 李沆 | 十一月丙申，門下侍郎張齊賢以朝會失儀，守本官免。 | 向敏中 王化基 周瑩（知樞密院事） 王繼英（知樞密院事） 王旦（同知樞密院事） | 正月壬辰，樞密副使宋湜卒於澶州。 二月癸亥，王顯自樞密使以山南東道節度使、同中書門下平章事免。 |
| 1001 | 四年辛丑                                           | 三月庚寅，呂蒙正自行尚書左僕射加同中書門下平章事、昭文館大學士。向敏中自行兵部侍郎、參知政事加同中書門下平章事、集賢殿大學士。 李沆 呂蒙正 向敏中 | | 王旦（自給事中、同知樞密院事除參知政事） 周瑩 王繼英 馮拯（同知樞密院事） 陳堯叟（同知樞密院事） 王欽若（參知政事） | 三月辛卯，王化基自參知政事以工部尚書知揚州。 |
| 1002 | 五年壬寅                                           | 十一月十九日庚戌，呂蒙正自行尚書左僕射加守司空兼門下侍郎。 李沆 呂蒙正 向敏中 | 十月丁亥，同中書門下平章事向敏中坐違詔質薛安上第，奏對不實，以戶部侍郎免。 | 王旦 王繼英 馮拯 陳堯叟 王欽若 | |
| 1003 | 六年癸卯                                           | 李沆 呂蒙正 | 九月甲辰，守司空兼門下侍郎呂蒙正有疾，以太子太師、萊國公免。 | 王旦 王繼英 馮拯 陳堯叟 王欽若 | |
| 1004 | 景德元年甲辰                                       | 八月己未，畢士安自行尚書吏部侍郎、參知政事加同中書門下平章事、監修國史。寇準自三司使、行尚書兵部侍郎加同中書門下平章事、集賢殿大學士。 李沆 畢士安 寇準 | 七月丙戌，右僕射、平章事李沆薨。 | 王旦 王繼英（進樞密使） 馮拯（簽書樞密院事） 陳堯叟（簽書樞密院事） 王欽若 畢士安（自翰林侍讀學士、兵部侍郎遷吏部侍郎，除參知政事） | 閏九月乙亥，王欽若自參知政事守本官出判天雄軍兼都部署。 |
| 1005 | 二年乙巳                                           | 畢士安 寇準 | 十月乙酉，吏部侍郎、平章事畢士安薨。 | 王旦 王繼英 馮拯（參知政事） 陳堯叟 | 正月甲寅，王欽若自判天雄軍兼都部署還朝。四月癸卯，欽若遷秩，以資政殿學士免。 |
| 1006 | 三年丙午                                           | 二月戊戌，王旦自尚書左丞、參知政事加工部尚書、同中書門下平章事。 寇準 王旦 | 二月戊戌，寇準自中书侍郎兼工部尚书、同平章事以刑部尚書免。 | 馮拯 陳堯叟（知樞密院事） 王欽若（尚書左丞） 趙安仁（參知政事） 韓崇訓（簽書樞密院事） 馬知節（簽書樞密院事） | 二月丁亥，樞密使王繼英卒。王旦拜相。 |
| 1007 | 四年丁未                                           | 八月丁巳，王旦自工部尚书、平章事加监修国史。 王旦 | | 馮拯 陳堯叟 王欽若 趙安仁 馬知節 | 八月庚子，韓崇訓因病免為齊州防禦使。 |
| 1008 | 大中祥符元年戊申                                   | 王旦 | | 馮拯 陳堯叟 王欽若 趙安仁 馬知節 | |
| 1009 | 二年己酉                                           | 王旦 | | 馮拯 陳堯叟 王欽若 趙安仁 馬知節 | |
| 1010 | 三年庚戌                                           | 王旦 | | 馮拯 陳堯叟 王欽若 趙安仁 馬知節 | |
| 1011 | 四年辛亥                                           | 王旦 | | 陳堯叟 王欽若 趙安仁 馬知節 | |
| 1012 | 五年壬子                                           | 二月戊申，王旦自尚书右仆射、平章事加昭文館大學士、特进。四月戊申，向敏中自資政殿大學士、行刑部尚書兼秘書監加同平章事、集賢殿大學士。 王旦 向敏中 | | 陳堯叟（同平章事、樞密使） 王欽若（同平章事、樞密使） 馬知節（樞密副使） 丁謂（自禮部侍郎除參知政事） | 九月戊子，刑部侍郎、參知政事趙安仁以兵部侍郎仍領玉清昭應宮使免，依前監修國史。 |
| 1013 | 六年癸丑                                           | 王旦 向敏中 | | 陳堯叟 王欽若 馬知節 丁謂 | |
| 1014 | 七年甲寅                                           | 十一月己丑，王旦自工部尚書、平章事加司空。 王旦 向敏中 | | 丁謂 寇準（自行兵部尚書加檢校太尉兼同平章事、樞密使） 王嗣宗（樞密副使） 曹利用（樞密副使） | 六月乙亥，王欽若自行吏部尚書、檢校太尉、同平章事、樞密使以吏部尚書免。 陳堯叟自行戶部尚書、檢校太尉、同平章事、樞密使以戶部尚書免。 馬知節自檢校太傅、宣徽北院使、樞密副使以潁州防禦使免。 |
| 1015 | 八年乙卯                                           | 王旦 向敏中 | | 丁謂 曹利用 王欽若（樞密使） 陳堯叟（樞密使） | 四月壬戌，行兵部尚書、檢校太尉、同平章事、樞密使寇準數與林特忿爭，以武勝軍節度等使免。 七月戊午，王嗣宗自樞密副使以天平軍節度使、檢校太保免。 |
| 1016 | 九年丙辰                                           | 二月戊子，工部侍郎、平章事王旦以兩朝國史成，加司徒。 王旦 向敏中 | | 曹利用 王欽若 張旻（宣徽南院使兼樞密副使） 王曾（九月丙午自左諫議大夫除參知政事） 張知白（參知政事） 任中正（樞密副使） 陳彭年（參知政事） | 八月丙戌，樞密使陳堯叟辭疾，以尚書右僕射免。九月甲辰，丁謂自參知政事以平江軍節度使免。 |
| 1017 | 天禧元年丁巳                                       | 二月戊寅，王旦自工部侍郎、平章事加太保。五月戊申，加太尉、兼侍中。八月庚午，王欽若自樞密使、同平章事加尚書左僕射兼中書侍郎、同平章事，依前會靈觀使。壬申，向敏中自刑部尚書、同平章事加監修國史。 王旦 向敏中 王欽若 | 七月丁巳，王旦自太尉兼侍中、同中書門下平章事以玉清昭應宮使免，九月己酉薨。 | 曹利用 張旻 王曾 张知白 李迪（自會靈觀副使加參知政事） 馬知節 周起（同知樞密院事） 任中正（同知樞密院事） | 二月己亥，參知政事陳彭年卒。八月庚午，張旻自樞密副使以河陽三城節度使免。九月癸卯，王曾自參知政事以禮部侍郎免。 |
| 1018 | 二年戊午                                           | 向敏中 王欽若 | | 曹利用 李迪 周起 任中正 | 閏四月癸卯，馬知節自檢校太尉、宣徽南院使、知樞密院事以彰德軍節度觀察留後免。十二月丙午，張知白自參知政事以刑部侍郎、翰林侍讀學士、知天雄軍。 |
| 1019 | 三年己未                                           | 六月戊戌，寇準自山南東道節度使、檢校太尉、同平章事加中書侍郎兼吏部尚書、同平章事，仍充景靈宮使。十二月辛丑，向敏中加昭文館大學士，寇準加集賢殿大學士。 向敏中 王欽若 寇準 | 六月甲午，王欽若自中書侍郎、同平章事以太子太保免。 | 曹利用 李迪 周起（樞密副使） 丁謂（六月戊戌，丁謂自保信軍節度使、檢校太尉遷吏部尚書、參知政事，十二月辛卯，丁謂自吏部尚書、參知政事加檢校太尉，並遷樞密使） 任中正（樞密副使） | |
| 1020 | 四年庚申                                           | 七月丙寅，李迪自參知政事兼太子賓客加吏部侍郎兼太子少傅、同平章事、景靈宮使、集賢殿大學士。七月庚午，丁謂自樞密使、吏部尚書、檢校太尉加同平章事，充玉清昭應宮使、昭文館大學士、監修國史。十一月丙寅，加門下侍郎兼太子太傅。庚午，馮拯自行吏部尚書、檢校太傅、同平章事、樞密使加右僕射兼中書侍郎、太子少傅、同平章事、景靈宮使、集賢殿大學士。 寇準 丁謂 李迪 馮拯                                                                           | 三月己卯，左僕射兼中書侍郎、同平章事向敏中薨。六月丙申，寇準自中書侍郎兼吏部尚書、同平章事以太子太傅封萊國公免。十一月戊辰，檢校太尉、同平章事丁謂，太子少傅、同平章事李迪，忿爭於上前，謂以戶部尚書知河南府，迪以戶部侍郎知鄆州。 | 曹利用 王曾（自禮部侍郎，除參知政事。） 任中正（參知政事） 曹瑋（簽書樞密院事） 馮拯（同平章事兼樞密使） 錢惟演（樞密副使） | 九月乙未，周起自禮部侍郎、樞密副使以戶部侍郎知青州。曹瑋自簽書樞密院事以宣徽南院使出為環慶路馬步軍都部署。 |
| 1021 | 五年辛酉                                           | 三月壬寅，丁謂自左僕射、太子少師、同平章事加司空。 丁謂 馮拯 | | 曹利用 王曾 任中正 錢惟演 張士遜（自樞密直學士遷樞密副使） | |
| 1022 | 乾興元年壬戌仁宗二月戊午即位                       | 二月丙寅，丁謂自左僕射、太子少師、同平章事加司徒，馮拯自右僕射兼中書侍郎、太子少傅、同平章事加司空，並兼侍中。七月辛未，拯加司徒、昭文館大學士。王曾自參知政事加中書侍郎兼禮部尚書、同中書門下平章事、集賢殿大學士。 丁謂 馮拯 王曾 | 六月癸亥，丁謂自司徒兼侍中降授太子少保分司西京。七月辛卯，貶崖州司戶。 | 曹利用（侍中） 張知白（樞密副使） 錢惟演（自樞密副使進樞密使，但沒有按例加檢校官） 張士遜 呂夷簡（參知政事） 魯宗道（參知政事） | 六月丙寅，參知政事任中正坐救丁謂，以太子賓客知鄆州。十一月丁卯朔，錢惟演自樞密使以保大軍節度使知河陽。 |
| 1023 | 天聖元年癸亥                                       | 九月丙寅，王欽若自太子太保加司空、同中書門下平章事、昭文館大學士、監修國史。 馮拯 王曾 王欽若 | 九月丙寅，司徒馮拯有疾，以武勝軍節度兼侍中判河南府。 | 曹利用 張知白 張士遜 呂夷簡 魯宗道 | |
| 1024 | 二年甲子                                           | 三月甲辰，司空、同中書門下平章事王欽若以實錄成，加司徒。 王曾 王欽若 | | 曹利用 張知白 張士遜 呂夷簡 魯宗道 | |
| 1025 | 三年乙丑                                           | 十二月癸丑，王曾自中書侍郎兼禮部尚書、同中書門下平章事加昭文館大學士、監修國史。張知白自樞密副使加同中書門下平章事、集賢殿大學士。 王曾 張知白 | 十一月戊申，司空、同中書門下平章事王欽若薨。 | 曹利用 張士遜 呂夷簡 魯宗道 晏殊（自翰林學士、禮部侍郎遷樞密副使） 張耆（即張旻，當年改名，樞密使） | |
| 1026 | 四年丙寅                                           | 王曾 張知白 | | 曹利用 張士遜 呂夷簡 魯宗道 晏殊 張耆 | |
| 1027 | 五年丁卯                                           | 王曾 張知白 | | 曹利用 張士遜 呂夷簡 魯宗道 張耆 夏竦（樞密副使） | 正月庚申，樞密副使晏殊以刑部侍郎免。 |
| 1028 | 六年戊辰                                           | 三月辛亥，王曾自中書門下平章事加兼吏部尚書。壬子，張士遜自樞密副使、尚書左丞、祥源觀使加禮部尚書、同平章事、集賢殿大學士。 王曾 張知白 張士遜 | 二月壬午，同中書門下平章事張知白薨。 | 曹利用 呂夷簡 魯宗道 張耆 姜遵（樞密副使） 范雍（樞密副使） | |
| 1029 | 七年己巳                                           | 二月丙寅，呂夷簡自龍圖閣直學士兼侍讀、知開封府守本官加同平章事、集賢殿大學士。八月己丑，加昭文館大學士、監修國史。 王曾 張士遜 呂夷簡 | 二月丙寅，禮部尚書、同平章事張士遜坐救曹利用，出知江寧府。六月甲寅，王曾自中書門下平章事以吏部尚書出知青州，以昭應宮災故。 | 張耆 姜遵 范雍 夏竦（參知政事） 薛奎（參知政事） 陳堯佐（參知政事） 王曙（參知政事） | 正月癸卯，樞密使曹利用罷。二月庚申朔，參知政事魯宗道卒。癸酉，曹利用以崇信軍節度副使安置房州。 |
| 1030 | 八年庚午                                           | 呂夷簡 | | 張耆 范雍 夏竦 薛奎 陳堯佐 王曙 趙稹（樞密副使） | 九月乙丑，樞密副使姜遵卒。 |
| 1031 | 九年辛未                                           | 呂夷簡 | | 張耆 范雍 夏竦 薛奎 陳堯佐 王曙 趙稹 | |
| 1032 | 明道元年壬申                                       | 二月庚戌，張士遜自知許州、定國軍節度使加刑部尚書、平章事、集賢殿大學士。呂夷簡加中書侍郎兼兵部尚书。固辞兵部尚书。十一月癸未，夷簡加門下侍郎兼吏部尚書，士遜加中書侍郎、兵部尚書。 呂夷簡 張士遜 | | 張耆 范雍 夏竦 薛奎 陳堯佐 趙稹 晏殊（樞密副使） 楊崇勳（樞密副使進樞密使） | 七月乙酉，參知政事王曙辭疾，以資政殿學士出知陝州。 |
| 1033 | 二年癸酉                                           | 四月己未，張士遜自刑部尚書、平章事加門下侍郎、昭文館大學士、監修國史。李迪自資政殿大學士、工部尚書、判都省以本官平章事加集賢殿大學士。十月戊午，呂夷簡自武勝軍節度使、同平章事、判陳州加兼吏部尚書、同平章事、昭文館大學士、監修國史。 張士遜 呂夷簡 李迪 | 四月己未，呂夷簡自門下侍郎、同平章事以使相判澶州。十月戊午，中書侍郎、平章事張士遜以過楊崇勳飲，稽留慰班，為中丞范諷所劾，以左僕射判河南府，己未，改授使相。 | 王隨（參知政事） 李諮（樞密副使） 王德用（簽書樞密院事、樞密副使） 王曙（樞密使） 宋綬（參知政事） 蔡齊（樞密副使） | 四月己未，張耆自樞密使以左僕射、檢校太師兼侍中、護國軍節度使判許州。夏竦自樞密副使以禮部尚書知襄州。陳堯佐自參知政事以戶部尚書知永興軍。范雍自樞密副使以戶部侍郎知荊南府。趙稹自樞密副使以尚書左丞知河中府。晏殊自參加政事以禮部尚書知江寧府。十月戊午，楊崇勳自樞密使以河陽三城節度使、同平章事判許州。十一月癸亥朔，參知政事薛奎辭疾，以資政殿學士判都省免。 |
| 1034 | 景祐元年甲戌                                       | 李迪 呂夷簡 | | 王隨 李諮 王德用 王曙（加平章事） 宋綬 蔡齊 王曾（同平章事、樞密使） | 八月癸亥，樞密使王曙卒。 |
| 1035 | 二年乙亥                                           | 二月戊辰，王曾自樞密使加右僕射兼門下侍郎、同平章事、集賢殿大學士。呂夷簡自門下侍郎兼吏部尚書、平章事加右僕射。十一月乙巳，夷簡加申國公，曾加沂國公。 李迪 呂夷簡 王曾 | 二月戊辰，李迪自集賢殿大學士、工部尚書、平章事以刑部尚書知亳州。 | 王隨（知樞密院事） 李諮（知樞密院事） 王德用（同知樞密院事） 宋綬 蔡齊（參知政事） 韓億（同知樞密院事） 盛度（參知政事） | |
| 1036 | 三年丙子                                           | 呂夷簡 王曾 | | 王隨 王德用（知樞密院事） 宋綬 蔡齊 韓億 盛度 章得象（同知樞密院事） | 十二月丙寅，樞密副使李諮卒。 |
| 1037 | 四年丁丑                                           | 四月甲子，王隨自知樞密院事加門下侍郎、同中書門下平章事、昭文館大學士、監修國史。陳堯佐自戶部侍郎、知鄭州加同中書門下平章事、集賢殿大學士。 呂夷簡 王曾 王隨 陳堯佐 | 四月甲子，呂夷簡自右僕射、申國公以鎮安軍節度使、同平章事判許州。王曾自右僕射、沂國公以左僕射、資政殿大學士判鄆州。 | 王德用（加定武軍節度使） 韓億（參知政事） 盛度（同知樞密院事） 章得象 王鬷（同知樞密院事） 程琳（參知政事） 石中立（參知政事） | 呂夷簡、王曾之間關係惡劣，王曾稱夷簡招權，互相在皇帝面前指責對方，參知政事宋綬與夷簡關係好，樞密副使蔡齊頗依附王曾。四月甲子，綬以尚書左丞，齊以吏部侍郎並免。 |
| 1038 | 寶元元年戊寅                                       | 三月戊戌，張士遜自山南東道節度使、同平章事、判河南府加門下侍郎兼兵部尚書、平章事、昭文館大學士、監修國史。章得象自同知樞密院事守本官加平章事、集賢殿大學士。 王隨 陳堯佐 張士遜 章得象 | 先是，右司諫韓琦屢言，宰執非才，三月戊戌，王隨自門下侍郎、同中書門下平章事，以彰信軍節度使守本官判河陽。陳堯佐自同中書門下平章事，以淮康軍節度使守本官判鄭州。十一月乙卯，王曾薨。 | 王德用 盛度 王鬷（參知政事） 程琳 李若谷（王鬷自同知樞密院事，（加）龍圖閣學士李若谷自工部侍郎權知開封府，並除參知政事） 王博文（同知樞密院事） 陳執中（同知樞密院事） 張觀（同知樞密院事） | 三月戊戌，韓億自參知政事罷守本官歸班，尋知應天府。石中立自參知政事以戶部侍郎、資政殿學士免。四月癸酉，同知樞密院事王博文卒。 |
| 1039 | 二年己卯                                           | 張士遜 章得象 | | 王德用 盛度 王鬷（知樞密院事） 程琳 李若谷 陳執中 張觀 夏守贇（知樞密院事） 宋庠（參知政事） | 五月壬子，王德用自宣徽南院使、定國軍節度使、樞密副使以武寧軍節度使免。十月丁酉，盛度自武寧軍節度使、知樞密院事坐馮士元事，奪節貶秩，以尚書右丞知揚州。程琳自參知政事以光祿卿知潁州。 |
| 1040 | 康定元年庚辰                                       | 五月壬戌，呂夷簡自鎮安軍節度使、判許州，加右僕射、門下侍郎、同平章事、昭文館大學士、監修國史。 張士遜 章得象 呂夷簡 | 五月壬戌，張士遜自門下侍郎兼兵部尚書、平章事罷守太傅，進封鄧國公。 | 宋庠 晏殊（知樞密院事、樞密使） 宋綬（知樞密院事、參知政事） 王貽永（同知樞密院事、樞密副使） 杜衍（同知樞密院事、樞密副使） 晁宗慤（參知政事） 鄭戩（同知樞密院事、樞密副使） | 二月丁亥，夏守贇自知樞密院事除宣徽南院使、陝西都部署兼經略安撫等使。三月戊寅，知樞密院事王鬷，同知樞密院事陳執中、張觀，並以西兵不利，又議鄉兵不決，鬷知河南府，執中知青州，觀知相州。九月戊午，李若谷自參知政事以疾授資政殿大學士、吏部侍郎、提舉會靈觀。十二月癸卯，參知政事宋綬卒。 |
| 1041 | 慶曆元年辛巳                                       | 十月壬午，呂夷簡自右僕射加司空，固辭。 章得象 呂夷簡 | | 晏殊 王貽永 杜衍 晁宗慤 王舉正（參知政事） 任中師（樞密副使） 任布（樞密副使） | 五月辛未，宋庠自參知政事本官知揚州。鄭戩自樞密副使以資政殿學士知杭州。 |
| 1042 | 二年壬午                                           | 七月戊午，呂夷簡自右僕射、門下侍郎、同平章事判樞密院事。章得象自守同知樞密院事、平章事兼樞密使。晏殊自樞密使加同平章事。九月丙午，呂夷簡改兼樞密使。是年冬，夷簡以疾授司空平章軍國重事，固辭。 章得象 呂夷簡 晏殊 | | 晏殊 王貽永 杜衍 晁宗慤 王舉正 任中師 任布 | 三月辛酉，晁宗慤自參知政事以疾遷資政殿學士、給事中免。七月丙午，任布自樞密副使遷秩知河陽府。 |
| 1043 | 三年癸未                                           | 三月戊子，呂夷簡自司空、平章軍國重事以疾授司徒、監修國史，與議軍國大事。章得象自平章事加工部尚書、昭文館大學士，晏殊自檢校太尉、刑部尚書、同平章事加同中書門下平章事、集賢殿大學士，並兼樞密使。九月戊辰，章得象加監修國史。 章得象 晏殊 | 四月甲子，司徒呂夷簡罷與議軍國大事，九月戊辰，以太尉致仕。 | 王貽永 杜衍 王舉正 任中師 夏竦（樞密使） 賈昌朝（參知政事） 富弼（樞密副使） 韓琦（樞密副使） 范仲淹（樞密副使） | 四月乙巳，樞密使夏竦既至，為臺諫所論免。七月丙子，王舉正自參知政事以資政殿學士知許州。九月乙亥，任中師自樞密副使以禮部侍郎、資政殿學士知永興軍。 |
| 1044 | 四年甲申                                           | 九月甲申，杜衍自檢校太傅依前行吏部侍郎加同平章事兼樞密使、集賢殿大學士。 晏殊 章得象 杜衍 | 九月庚午，同中書門下平章事晏殊為孫甫、蔡襄所論，以工部尚書知潁州。 | 王貽永 賈昌朝（樞密使） 富弼（河北宣撫使） 韓琦（樞密副使） 范仲淹（陝西、河東宣撫使） 陳執中（參知政事） | |
| 1045 | 五年乙酉                                           | 正月丙戌，賈昌朝自樞密使、檢校太傅依前工部侍郎加同平章事兼樞密使、集賢殿大學士。四月戊申，陳執中自參知政事依前行工部侍郎加同平章事、集賢殿大學士。昌朝尋加昭文館大學士、監修國史兼譯經潤文使。 杜衍 章得象 賈昌朝 陳執中 | 正月丙戌，杜衍自行吏部侍郎、同平章事以行尚書左丞知兗州。 四月戊申章得象自檢校太尉、工部尚書、同平章事以檢校太傅、同平章事、鎮安軍節度使判陳州。 十月庚辰，詔宰臣罷兼樞密使。 | 王貽永（樞密使） 宋庠（參知政事） 吳育（樞密副使、參知政事） 龐籍（樞密副使） 丁度（樞密副使） | 正月乙酉，范沖淹自右諫議大夫以資政殿學士出知邠州兼陝西四路沿邊安撫使。富弼自右諫議大夫以資政殿學士、京東西路安撫使兼知鄆州，用錢明逸疏也。先是，樞密副使韓琦上疏，論富弼不當輕罷，不報。董士廉又訟水洛城事，三月辛酉，琦以資政殿學士出知揚州。 |
| 1046 | 六年丙戌                                           | 賈昌朝 陳執中 | | 王貽永（樞密使加同平章事） 宋庠 吳育（樞密副使） 龐籍 丁度（參知政事） | |
| 1047 | 七年丁亥                                           | 三月乙未，陳執中自工部侍郎、平章事加昭文館大學士、監修國史兼譯經潤文使。 賈昌朝 陳執中 | 先是，賈昌朝與吳育爭論上前，三月乙未，昌朝以武勝軍節度使判大名府兼北京留守。 | 王貽永 宋庠 龐籍 丁度 夏竦（樞密使） 文彥博（樞密副使） 高若訥（樞密副使） | 三月乙未，吳育自右諫議大夫、樞密副使以給事中歸班。 |
| 1048 | 八年戊子                                           | 閏正月戊申，文彥博自諫議大夫、參知政事加行禮部侍郎、同平章事、集賢殿大學士。 陳執中 文彥博 | | 王貽永 宋庠（樞密使） 龐籍 高若訥 明鎬（參知政事） | 四月辛未，丁度自參知政事遷紫宸殿學士兼侍讀學士。五月辛酉，夏竦自樞密使以檢校太師依前同平章事、河陽三城節度使判河南府兼西京留守司，以何郯論其姦邪故也。六月甲午，參知政事明鎬卒。 |
| 1049 | 皇祐元年己丑                                       | 八月壬戌，文彥博自行禮部侍郎、同平章事加吏部侍郎、昭文館大學士、監修國史。宋庠自樞密使、檢校太傅、行工部侍郎加兵部侍郎、同平章事、集賢殿大學士。 陳執中 文彥博 | 八月壬戌，陳執中自工部侍郎、平章事以兵部尚書出知陳州。 | 王貽永（自樞密使、檢校太傅、同平章事加兼侍中） 宋庠 龐籍（樞密使） 高若訥 賈昌朝（判尚書都省） 梁適（樞密副使） | |
| 1050 | 二年庚寅                                           | 文彥博 宋庠 | | 王貽永 龐籍 高若訥 賈昌朝 梁適 | |
| 1051 | 三年辛卯                                           | 十月庚子，龐籍自樞密使、檢校太傅依前戶部侍郎加同平章事、昭文館大學士、監修國史兼譯經使。 文彥博 宋庠 龐籍 | 先是，包拯、吳奎等言宋庠無所建明，三月庚申，庠以行刑部尚書、觀文殿大學士出知河南府。 十月庚子，文彥博自吏部侍郎、同平章事以行吏部尚書、觀文殿大學士出知許州。 | 王貽永 高若訥 賈昌朝 梁適 劉沆（參知政事） 王堯臣（樞密副使） | |
| 1052 | 四年壬辰                                           | 龐籍 | | 王貽永（因多次主動請求退休而解除侍中職責） 高若訥 賈昌朝 梁適 劉沆 王堯臣 狄青（樞密副使） | |
| 1053 | 五年癸巳                                           | 闰七月壬申，陳執中自集慶軍節度使、判大名府加行吏部尚書、同平章事、昭文館大學士、監修國史兼譯經潤文使。梁適自參知政事加禮部侍郎、同平章事、集賢殿大學士。 龐籍 陳執中 梁適 | 龐籍甥與堂吏受賕，諫官韓絳論之，闰七月壬申，籍依前戶部侍郎、同平章事以京東西路安撫使出知鄆州。 | 王貽永 賈昌朝 劉沆 王堯臣 狄青（樞密使） 孫沔（樞密副使） | 五月乙巳，高若訥自戶部侍郎、樞密使以尚書左丞、觀文殿學士兼廄牧制置使免。 |
| 1054 | 至和元年甲午                                       | 八月丙午，劉沆自參知政事依前工部侍郎加同平章事、集賢殿大學士。 陳執中 梁適 劉沆 | 七月丁卯，中丞孫抃等劾梁適，戊辰，適罷，守本官出知鄭州，尋加觀文殿大學士、知秦州。 | 賈昌朝 王堯臣 狄青 田況（樞密副使） 王德用（樞密使） 程戡（參知政事） | 二月壬戌，孫沔自樞密副使以資政殿學士出知杭州。三月己巳，王貽永自樞密使依前檢校太師，以行尚書右僕射兼侍中、鄧國公、景靈宮使領彰德軍節度使。 |
| 1055 | 二年乙未                                           | 六月戊戌，文彥博自忠武軍節度使、檢校太尉兼知永興軍加同平章事、昭文館大學士兼譯經潤文使。富弼自宣徽南院使、檢校太保、判幷州加戶部侍郎、同平章事、集賢殿大學士。劉沆自工部侍郎、同平章事加兵部侍郎、監修國史。 陳執中 劉沆 文彥博 富弼 | 六月戊戌，行吏部尚書、同平章事陳執中以檢校太尉、同平章事、鎮海軍節度判亳州。 | 賈昌朝 王堯臣 狄青 田況 王德用 程戡 | |
| 1056 | 嘉祐元年丙申                                       | 十二月壬戌，文彥博自禮部尚書、同平章事加監修國史。 劉沆 文彥博 富弼 | 中丞張昪等論劉沆疏十七上，十二月壬子，沆以行工部尚書、觀文殿大學士出知應天府。 | 賈昌朝（樞密使兼侍中） 王堯臣（參知政事） 狄青 田況 王德用 程戡（樞密副使） 韓琦（樞密使） 曾公亮（參知政事） | 八月癸亥，狄青自樞密使依前檢校太尉，以同平章事、護國軍節度使判陳州。十一月辛巳，王德用自樞密使依前檢校太師，以同平章事、景靈宮使領忠武軍節度使。十二月壬戌，樞密使賈昌朝辭兼侍中。 |
| 1057 | 二年丁酉                                           | 文彥博 富弼 | | 賈昌朝（辞侍中） 王堯臣（參知政事） 田況 程戡（樞密副使） 韓琦（樞密使） 曾公亮 | |
| 1058 | 三年戊戌                                           | 六月丙午，富弼自戶部侍郎、同平章事加禮部尚書、昭文館大學士、監修國史兼譯經潤文使。韓琦自樞密使、工部尚書依前官加同平章事、集賢殿大學士。 文彥博 富弼 韓琦 | 六月丙午，文彥博自檢校太師、同平章事以河陽三城節度使判河南府兼西京留守。 | 賈昌朝 王堯臣 田況（樞密使） 程戡 曾公亮 宋庠（樞密使） 張昪（樞密副使） | 六月丙午，賈昌朝自樞密使以行尚書左僕射、檢校太師兼侍中、景靈宮使領鎮安軍節度使。八月己未，參知政事王堯臣卒。 |
| 1059 | 四年己亥                                           | 富弼 韓琦 | | 田況 程戡 曾公亮 宋庠 張昪 | 五月丙辰，田況自樞密使以尚書右丞、觀文殿學士兼翰林侍讀學士提舉景靈宮事。 |
| 1060 | 五年庚子                                           | 富弼 韓琦 | | 程戡 曾公亮（樞密副使） 宋庠 張昪（參知政事） 孫抃（樞密副使、參知政事） 歐陽修（樞密副使） 陳旭（樞密副使） 趙槩（樞密副使） | 四月癸未，程戡自樞密副使以禮部侍郎、觀文殿學士兼翰林侍讀學士、同廄牧制置使免。十一月辛丑，宋庠自檢校太尉、行兵部尚書、同平章事兼羣牧制置使、莒國公、樞密使以河陽三城節度使、同平章事判鄭州。 |
| 1061 | 六年辛丑                                           | 六月甲戌，富弼起復以前官同平章事，固辭。閏八月庚子，韓琦自工部尚書、同平章事加昭文館大學士、監修國史。曾公亮自樞密副使、檢校太傅兼羣牧制置使、行吏部侍郎加同平章事、集賢殿大學士。 韓琦 曾公亮 | 三月己亥，禮部侍郎、同平章事富弼丁母憂。 | 張昪（樞密使） 孫抃 歐陽修（參知政事） 陳旭 趙槩 包拯（樞密副使） 胡宿（樞密副使） | 四月庚辰，樞密副使陳旭以資政殿學士知定州。 |
| 1062 | 七年壬寅                                           | 韓琦 曾公亮 | | 張昪 孫抃 歐陽修 趙槩（參知政事） 包拯 胡宿 吳奎（樞密副使） | 三月乙卯，孫抃自參知政事以觀文殿學士兼翰林侍讀學士、同廄牧制置使免。五月庚午，樞密副使包拯卒。 |
| 1063 | 八年癸卯英宗四月壬申朔即位                         | 韓琦 曾公亮 | | 張昪 歐陽修 趙槩 胡宿 吳奎 富弼（樞密使、同平章事） | |
| 1064 | 治平元年甲辰                                       | 閏五月戊辰，韓琦自門下侍郎兼兵部尚書、同平章事、昭文館大學士、監修國史、魏國公加尚書右僕射。 韓琦 曾公亮 | | 張昪 歐陽修 趙槩 胡宿 吳奎 富弼 王疇（樞密副使） | 十二月戊子，樞密副使吳奎丁父憂。 |
| 1065 | 二年乙巳                                           | 韓琦 曾公亮 | | 張昪 歐陽修 趙槩 胡宿 富弼 陳旭（樞密副使） 文彦博（樞密使、侍中） 呂公弼（樞密副使） | 二月癸卯，樞密副使王疇卒。七月癸亥，富弼自行戶部尚書以檢校太師、同平章事、鎮海軍節度使判河陽。庚辰，張昪自樞密使辭疾，以檢校太尉、同平章事、彰信軍節度使判許州。 |
| 1066 | 三年丙午                                           | 韓琦 曾公亮 | | 歐陽修 趙槩 胡宿 陳旭 文彦博 呂公弼 郭逵（同簽書樞密院事） | 四月庚戌，胡宿自樞密副使以觀文殿學士、吏部侍郎知杭州。十月丁亥，郭逵自同簽書樞密院事除陝西四路沿邊宣撫使兼判渭州。 |
| 1067 | 四年丁未神宗正月丁巳即位                           | 正月戊辰，韓琦自尚書右僕射、同平章事、魏國公加守司空兼侍中。九月壬寅，曾公亮自集賢殿大學士、同中書門下平章事加尚書左僕射。 韓琦 曾公亮 | 九月辛丑，韓琦自守司空兼侍中、同平章事、魏國公以守司徒兼侍中、檢校太師、鎮安武勝軍節度使判相州。 | 欧阳修 趙槩 陳旭 文彦博 呂公弼（樞密使） 吳奎（參知政事） 郭逵 張方平（參知政事） 趙抃（參知政事） 邵亢（樞密副使） 韓絳（樞密副使） | 三月壬申，歐陽修自尚書右丞、參知政事以觀文殿學士、刑部尚書知亳州。九月辛丑，吳奎自參知政事以資政殿學士、戶部侍郎知青州。陳旭自樞密副使、戶部侍郎以觀文殿學士、尚書右丞知越州。癸卯，郭逵自同簽書樞密院事以宣徽南院使判鄆州。十月己酉，參知政事張方平丁父憂。 |
| 1068 | 熙寧元年戊申                                       | 曾公亮 | | 文彦博 呂公弼 趙抃 邵亢 韓絳 唐介（參知政事） 陳旭（知樞密院事） | 正月丙申，趙槩自參知政事以吏部尚書、觀文殿學士知徐州。十二月辛酉，邵亢自樞密副使以資政殿學士、給事中知越州。 |
| 1069 | 二年己酉                                           | 二月己亥，富弼自觀文殿大學士、行尚書左僕射，鄭國公依前左僕射加兼門下侍郎、同平章事、昭文館大學士、監修國史。十月丙申，曾公亮自行尚書左仆射兼門下侍郎、同平章事、集賢殿大學士加昭文館大學士、監修國史兼譯經潤文使魯國公。陳旭自尚書左丞、知樞密院事加行禮部尚書、同平章事、集賢殿大學士。 富弼 曾公亮 陳升之 | 十月丙申，富弼自左僕射兼門下侍郎、同平章事加檢校太師，依前行左僕射、同平章事以武寧軍節度使判亳州。 | 文彦博 呂公弼 趙抃 韓絳 王安石（自翰林學士、工部侍郎兼侍講除右諫議大夫、參知政事） | 四月丁未，參知政事唐介卒。 |
| 1070 | 三年庚戌                                           | 十二月丁卯，韓絳自吏部尚書、參知政事加同平章事、昭文館大學士。王安石自右諫議大夫、參知政事加禮部侍郎、同平章事、監修國史。 曾公亮 陳升之 韓絳 王安石 | 九月庚子，曾公亮自行吏部侍郎、同平章事、昭文館大學士以守司空、檢校太師兼侍中領河陽三城節度使、集禧觀使，五日一奉朝請。十月戊寅，陳旭自行禮部尚書、同平章事丁母憂。 | 文彦博 呂公弼 趙抃 馮京（樞密副使、參知政事） 吳充（樞密副使） 王珪（參知政事） （司馬光除樞密副使，辭不拜） | 四月己卯，趙抃自參知政事、右諫議大夫以資政殿學士知杭州。七月壬辰，呂公弼自樞密副使以吏部侍郎、觀文殿大學士知太原府。九月乙未，韓絳自樞密副使除陝西路宣撫使。 |
| 1071 | 四年辛亥                                           | 正月壬子，陳旭起復，仍禮部尚書加同平章事，辭不拜。 韓絳 王安石 | 三月丁未，韓絳自同平章事守吏部侍郎，知鄧州。 | 文彦博 馮京 吳充 王珪 | |
| 1072 | 五年壬子                                           | 王安石 | | 文彦博 陳旭（樞密使） 馮京 吳充 王珪 蔡挺（樞密副使） | |
| 1073 | 六年癸丑                                           | 王安石 | | 陳旭 馮京 吳充 王珪 蔡挺 | 四月己亥，文彥博自劍南西川節度使、守司空兼侍中、樞密使以守司徒兼侍中、河東節度使判河陽。 |
| 1074 | 七年甲寅                                           | 四月丙戌，韓絳自觀文殿大學士、行吏部侍郎、知大名府守本官加同中書門下平章事、監修國史。 王安石 韓絳 | 四月丙戌，王安石自禮部侍郎、同平章事以吏部尚書、觀文殿大學士知江寧府。 | 陳旭 馮京 吳充 王珪 蔡挺 呂惠卿（参知政事） 王韶（枢密副使） | |
| 1075 | 八年乙卯                                           | 二月癸酉，王安石自觀文殿大學士、吏部尚書、知江寧府依前官加同平章事、昭文館大學士。 韓絳 王安石 | 八月庚戌，韓絳自觀文殿大學士、行吏部侍郎、同中書門下平章事以禮部尚書、觀文殿大學士知許州。 | 陳旭 馮京 吳充（枢密使） 王珪 蔡挺 呂惠卿 王韶 元絳（參知政事） 曾孝寬（簽書樞密院事） | 正月庚子，蔡挺自右諫議大夫、樞密副使以資政殿學士判南京留司御史臺。馮京自右諫議大夫、參知政事以守本官知亳州。閏四月乙未，陳旭自禮部尚書、同平章事、樞密使以檢校太尉、鎮江軍節度使、同平章事判揚州。十月庚寅，呂惠卿以參知政事守本官知陳州。 |
| 1076 | 九年丙辰                                           | 十月丙午，吳充自樞密使、檢校太傅、行工部侍郎守前官加同平章事、監修國史。王珪自禮部侍郎、參知政事守前官加同平章事、集賢殿大學士。 王安石 吳充 王珪 | 十月丙午，王安石罷左相，授檢校太傅，依前尚書左仆射、平章事、鎮南軍節度使、判江寧府。 | 吳充（枢密使） 王珪 王韶 元絳 曾孝寬 冯京（知樞密院事） | |
| 1077 | 十年丁巳                                           | 吳充 王珪 | | 元絳 曾孝寬 冯京 | 二月己亥，王韶自樞密副使以戶部侍郎、觀文殿大學士知洪州。 |
| 1078 | 元豐元年戊午                                       | 吳充 王珪 | | 元絳 冯京 孫固（同知樞密院事） 呂公著（同知樞密院事） 薛向（同知樞密院事） | 閏正月己亥，簽書樞密院事曾孝寬丁父憂，五月庚辰，起復，固辭。 |
| 1079 | 二年己未                                           | 吳充 王珪 | | 元絳 冯京 孫固 呂公著 薛向 蔡確（參知政事） | 五月甲申，元絳自參知政事以工部侍郎知亳州。 |
| 1080 | 三年庚申                                           | 九月丙戌，王珪自同中書門下平章事加監修國史。 吳充 王珪 | 三月乙丑，吳充辭疾，以吏部尚書、觀文殿大學士、西太一宮使免。 | 冯京（樞密使） 孫固（樞密副使） 呂公著（樞密副使） 薛向（樞密副使） 蔡確 章惇（參知政事） | 九月丙戌，薛向罢，出知颍州。其罢免原因为未能遵守其负责的赋税民马事宜，反而被豪强影响了自己的决策。此事宰辅表漏记。 |
| 1081 | 四年辛酉                                           | 王珪 | | 孫固（知樞密院事） 呂公著（同知樞密院事） 蔡確 張璪（参知政事） | 正月辛亥，馮京自正議大夫兼羣牧制置使、樞密使以光祿大夫、觀文殿學士知河陽府。三月癸卯，章惇自參知政事坐父俞強占民田及為朱服所奏，而報上不實，以太中大夫知蔡州。 |
| 1082 | 五年壬戌                                           | 是年，改官制，以左、右僕射為宰相。四月癸酉，王珪自銀青光祿大夫兼門下侍郎、同中書門下平章事依前官加尚書左僕射兼門下侍郎。蔡確自太中大夫、參知政事依前官加右僕射兼中書侍郎。 王珪 蔡確 | 元丰改制 | 孫固 呂公著 張璪（參知政事加守中書侍郎） 章惇（守門下侍郎） 蒲宗孟（尚書左丞） 王安禮（尚書右丞） | 四月丁丑，呂公著自政議大夫、同知樞密院事以光祿大夫、資政殿大學士知定州。 |
| 1083 | 六年癸亥                                           | 王珪 蔡確 | | 孫固 張璪 章惇 蒲宗孟 王安禮 韓縝（知樞密院事） 安燾（同知樞密院事） 李清臣（尚書右丞） | 七月丙辰，孫固自知樞密院事以通議大夫、觀文殿學士知河陽。八月辛卯，蒲宗孟自中大夫以守尚書左丞知汝州。 |
| 1084 | 七年甲子                                           | 王珪 蔡確 | | 張璪 章惇 王安禮 韓縝 安燾 李清臣 | 七月甲寅，王安禮自尚書左丞以端明殿學士知江寧府。 |
| 1085 | 八年乙丑哲宗三月戊戌即位                           | 五月戊午，蔡確自通議大夫、右僕射兼中書侍郎加兼門下侍郎、左僕射。韓縝自通議大夫、知樞密院事加兼中書侍郎、右僕射。 王珪 蔡確 韓縝 | 五月庚戌，左僕射兼門下侍郎王珪薨。 | 張璪 章惇（知樞密院事） 安燾 李清臣 司馬光（守門下侍郎） 呂公著（尚书左丞） | |
| 1086 | 元祐元年丙寅                                       | 閏二月庚寅，司馬光自正議大夫、守門下侍郎依前官加左僕射兼門下侍郎。壬辰，呂公著自金紫光祿大夫、尚書左丞加門下侍郎。五月一日，呂公著自金紫光祿大夫、門下侍郎依前官加右僕射兼中書侍郎。文彥博自河東節度使、守太師、開府儀同三司、潞國公落致仕加太師、平章軍國重事。 韓縝 蔡確 司馬光 呂公著 文彥博 | 閏二月庚寅，左僕射蔡確累為劉摯、孫覺、蘇轍、朱光庭、王巖叟所論，守前官以觀文殿大學士知陳州。四月己丑，韓縝自右僕射以光祿大夫、觀文殿大學士知潁昌府、京西北路安撫使。九月丙辰朔，左僕射兼門下侍郎司馬光薨。 | 張璪 章惇 安燾（知樞密院事） 李清臣（尚書左丞） 呂大防（尚書右丞、中书侍郎） 范純仁（同知樞密院事） 韓維（守門下侍郎） 劉摯（尚書右丞） | 閏二月辛亥，正議大夫、知樞密院事章惇為劉摯、王巖叟、朱光庭等所論，又於簾前爭論諠悖，罷守本官知汝州。九月己卯，張璪自中書侍郎以資政殿學士、光祿大夫知鄭州。 |
| 1087 | 二年丁卯                                           | 文彥博 呂公著 | | 安燾 李清臣 呂大防 范純仁 韓維 劉摯（尚書右丞） | 四月戊申，李清臣自尚書左丞以資政殿學士知河陽。七月辛未，韓維自正議大夫、門下侍郎以資政殿大學士知鄧州。 |
| 1088 | 三年戊辰                                           | 四月辛巳，呂公著自金紫光祿大夫、尚書右僕射兼中書侍郎加司空、同平章軍國事。呂大防自中書侍郎加太中大夫、左僕射兼門下侍郎。范純仁自同知樞密院加太中大夫、右僕射兼門下侍郎。 文彥博 呂公著 呂大防 范純仁 | | 安燾 劉摯（守中书侍郎） 孫固（門下侍郎） 王存（尚書左丞） 胡宗愈（尚書右丞） 趙瞻（簽書樞密院事） 许将（尚书右丞，此条宰辅表缺） | |
| 1089 | 四年己巳                                           | 文彥博 呂公著 呂大防 范純仁 | 二月甲辰，司空、同平章軍國事呂公著薨。六月甲辰，范純仁自太中大夫、右僕射守前官以觀文殿學士知潁昌府。 | 安燾 劉摯 孫固 王存 胡宗愈 趙瞻 許將 韓忠彥（同知樞密院事） 傅堯俞（守中書侍郎） | 三月己卯，胡宗愈自尚書右丞以資政殿學士知陳州。六月甲辰，王存自中大夫、尚書左丞以端明殿學士知蔡州。七月乙亥，安燾自知樞密院事丁母憂。十月乙卯，詔起復，燾辭。 |
| 1090 | 五年庚午                                           | 文彥博 呂大防 | 二月庚戌，文彥博自太師、平章軍國重事以守太師、儀同三司、河中興元尹、護國軍山南西道節度使致仕。 | 劉摯 韓忠彥（同知樞密院事） 傅堯俞 許將 蘇頌（尚書左丞） | 三月丙寅朔，中大夫、同知樞密院事趙瞻卒。四月甲辰，右光祿大夫、知樞密院事孫固卒。十二月辛卯朔，許將自尚書右丞以太中大夫、資政殿學士知定州。 |
| 1091 | 六年辛未                                           | 二月辛卯，劉摯自守門下侍郎、中大夫守尚書右僕射兼中書侍郎。 呂大防 劉摯 | 十一月乙酉朔，劉摯自右僕射以觀文殿學士知鄆州。 | 韓忠彥 傅堯俞 蘇頌 王巖叟（簽書樞密院事） 蘇轍（尚書右丞） | 十一月辛丑，中大夫、守中書侍郎傅堯俞卒。 |
| 1092 | 七年壬申                                           | 六月辛酉，蘇頌自守尚書左僕射加左光祿大夫、守尚書左僕射兼中書侍郎。 呂大防 蘇頌 | | 韓忠彥 王巖叟 蘇轍（門下侍郎） 范百祿（中書侍郎） 梁燾（尚書左丞） 鄭雍（尚書右丞） 劉奉世（簽書樞密院事） | 五月丙午，王巖叟自簽書樞密院事以端明殿學士知鄭州。 |
| 1093 | 八年癸酉                                           | 七月丙子朔，范純仁自觀文殿大學士知潁昌府加通議大夫、尚書右僕射兼中書侍郎。 呂大防 蘇頌 范純仁 | 三月癸未，蘇頌自右僕射依前左光祿大夫、觀文殿大學士、集禧觀使。 | 韓忠彥 蘇轍 范百祿 梁燾 鄭雍 劉奉世 | 三月辛卯，范百祿自中書侍郎以太中大夫、資政殿學士知河中府。六月戊午，梁燾自尚書左丞以資政殿學士領醴泉觀使。 |
| 1094 | 紹聖元年甲戌                                       | 四月壬戌，章惇自通議大夫、提舉洞霄宮加左正議大夫、守尚書左僕射兼門下侍郎。 呂大防 范純仁 章惇 | 三月乙亥，呂大防自左僕射、門下侍郎以觀文殿大學士、左光祿大夫知潁昌府，改知永興軍。四月壬戌，范純仁自尚書右僕射兼中書侍郎以右正議大夫、觀文殿大學士知潁昌府、京西北路安撫使。 | 韓忠彥 蘇轍 鄭雍 劉奉世 李清臣（中書侍郎） 鄧溫伯（尚書左丞） 安燾（門下侍郎） 曾布（同知樞密院事） | 三月丁酉，蘇轍自太中大夫、門下侍郎以守本官知汝州。五月辛亥，劉奉世自簽書樞密院事以端明殿學士、真定府路安撫使兼知成德軍。乙丑，尚書左丞鄧潤甫卒。潤甫舊名溫伯，復今名。 |
| 1095 | 二年乙亥                                           | 章惇 | | 韓忠彥 鄭雍 李清臣 安燾 曾布 許將（尚書左丞） 蔡卞（守尚書右丞） | 十月甲子，鄭雍自太中大夫、尚書右丞以資政殿學士知陳州。十一月乙未，安燾自右正議大夫、門下侍郎以觀文殿學士知河南府。 |
| 1096 | 三年丙子                                           | 章惇 | | 李清臣 曾布 許將 蔡卞 | 正月庚子，韓忠彥自太中大夫、知樞密院事以觀文殿學士知真定府。 |
| 1097 | 四年丁丑                                           | 章惇 | 二月己未，故司馬光自左僕射追貶清海軍節度副使。故呂公著自司空、平章軍國事追貶建武軍節度副使。癸未，前宰相呂大防責授舒州團練副使，循州安置。前宰相劉摯責授鼎州團練副使，新州安置。前宰相范純仁責授武安軍節度副使，永州安置。甲申，前太師致仕文彥博降授太子少保致仕。四月甲申朔，故左僕射王珪追貶萬安軍司戶。 | 曾布（知樞密院事） 許將（中書侍郎） 蔡卞（尚書左丞） 林希（同知樞密院事） 黃履（尚書右丞） | 正月庚戌，李清臣自正議大夫、中書侍郎以資政殿大學士知河南府。二月己未，故王巖叟自端明殿學士追貶雷州別駕。癸未，蘇轍自前門下侍郎責授化州別駕，雷州安置。梁燾自前資政殿學士責授雷州別駕，化州安置。劉奉世自前端明殿學士落職，分司南京，郴州居住。韓維自前資政殿大學士致仕落職，特授左朝議大夫致仕。 |
| 1098 | 元符元年戊寅                                       | 章惇 | | 曾布 許將 蔡卞 林希 黃履 | 四月壬辰，林希自同知樞密院事出知亳州。 |
| 1099 | 二年己卯                                           | 章惇 | | 曾布 許將 蔡卞 黃履 | 閏九月辛巳，黃履自通議大夫、尚書右丞以守本官知亳州。 |
| 1100 | 三年庚辰徽宗正月己卯即位                           | 四月甲辰，韓忠彥自門下侍郎加正議大夫、右僕射兼中書侍郎。十月丁酉，遷左僕射兼門下侍郎，進封儀國公。壬寅，曾布自知樞密院事加右銀青光祿大夫、守尚書右僕射兼中書侍郎。 章惇 韓忠彥 曾布 | 先是，豐稷、陳次升、龔夬、陳瓘劾章惇為山陵使而喪轝陷濘暴露，九月辛未，以守本官知越州。 | 許將 蔡卞 韓忠彥（門下侍郎） 黃履（尚書右丞） 李清臣（門下侍郎） 蔣之奇（同知樞密院事） 安燾（知樞密院事） 范純禮（守尚書右丞） | 先是，龔夬、陳瓘累疏劾蔡卞，五月乙酉，卞以資政殿學士知江寧府。十一月庚辰，尚書右丞黃履以資政殿大學士仍前正議大夫、提舉中太乙宮兼集禧觀公事。 |
| 1101 | 建中靖國元年辛巳                                   | 韓忠彥 曾布 | 正月癸亥，前宰相觀文殿學士、中太乙宮使范純仁薨。 | 許將 李清臣 蔣之奇（知樞密院事） 安燾 范純禮 陸佃（尚書右丞） 章楶（同知樞密院事） 溫益（尚書右丞） | 六月戊午，范純禮自中大夫、尚書右丞以仍前官出知潁昌府。七月丙戌，安燾自左正議大夫、知樞密院事以觀文殿學士出知河南府兼西京留守。十月乙未，李清臣自右光祿大夫、門下侍郎以資政殿學士出知大名府兼北京留守。 |
| 1102 | 崇寧元年壬午                                       | 七月戊子，蔡京自守尚書左丞加通議大夫、守尚書右僕射兼中書侍郎。 韓忠彥 曾布 蔡京 | 五月庚申、韓忠彥自左僕射兼門下侍郎以觀文殿大學士出知大名府兼北京留守。甲子落職。閏六月壬戌，曾布自右僕射以觀文殿大學士、右銀青光祿大夫出知潤州。 | 許將（門下侍郎） 蔣之奇 陸佃 章楶 溫益（中書侍郎） 蔡京（尚書左丞） 趙挺之（尚書右丞、左丞） 張商英（尚書右丞） 蔡卞（知樞密院事） | 六月丙申，陸佃自尚書左丞依前太中大夫出知亳州。七月庚午，章楶自同知樞密院事以資政殿學士領中太乙宮使。十月癸亥，蔣之奇自知樞密院事依前右正議大夫，以觀文殿學士出知杭州。 |
| 1103 | 二年癸未                                           | 正月丁未，蔡京自右僕射加右光祿大夫、尚書左僕射兼門下侍郎。 蔡京 | | 許將 趙挺之（中書侍郎） 張商英 蔡卞 吳居厚（尚書右丞） 安惇（同知樞密院事） | 正月壬辰，中書侍郎溫益卒。八月戊申，張商英自尚書左丞以通議大夫出知亳州，尋改蘄州。 |
| 1104 | 三年甲申                                           | 五月己卯，蔡京自尚書左僕射加司空。 蔡京 | | 許將 趙挺之（門下侍郎） 蔡卞 吳居厚（中書侍郎） 安惇 張康國（尚書左丞） 鄧洵武（尚書右丞） | 八月乙巳，許將自門下侍郎仍前官以資政殿學士出知河南府。十二月戊午，同知樞密院事安惇卒。 |
| 1105 | 四年乙酉                                           | 三月甲辰，趙挺之自門下侍郎加右銀青光祿大夫、尚書右僕射兼中書侍郎。 蔡京 趙挺之 | 六月戊子，趙挺之自右僕射授金紫光祿大夫、觀文殿大學士，領中太乙宮使。 | 吳居厚 張康國（知樞密院事） 鄧洵武 劉逵（同知樞密院事） 何執中（尚書左丞） | 正月丙申，蔡卞自金紫光祿大夫、知樞密院事仍前官以資政殿大學士出知河南府。 |
| 1106 | 五年丙戌                                           | 二月丙子，趙挺之自金紫光祿大夫、觀文殿大學士、中太乙宮使轉特進、尚書右仆射兼中書侍郎。 蔡京 趙挺之 | 二月丙寅，蔡京自左僕射以守司空、安遠軍節度使、開府儀同三司領中太乙宮使。 | 吳居厚（門下侍郎） 張康國 鄧洵武 劉逵（中書侍郎） 何執中 | 十二月戊午，劉逵自中大夫、中書侍郎守本官出知亳州。 |
| 1107 | 大觀元年丁亥                                       | 正月甲午，蔡京自安遠軍節度使依前司空、左僕射兼門下侍郎、魏國公。十二月庚寅，蔡京自司空、左僕射兼門下侍郎、魏國公加太尉。 趙挺之 蔡京 | 《宋史宰輔表》誤載趙挺之致仕。 | 張康國 鄧洵武 何執中 梁子美（尚書右丞、左丞、中書侍郎） 朱諤（尚書右丞） 徐處仁（尚書右丞） 林攄（同知樞密院事、尚書左丞） 鄭居中（同知樞密院事） | 正月壬寅，吳居厚自右光祿大夫、門下侍郎以資政殿學士仍前官領太一宮使。五月庚寅，鄧洵武自中書侍郎以守本官知隨州。六月己亥，尚書右丞朱諤卒。十月癸酉，尚書右丞徐處仁丁母憂。 |
| 1108 | 二年戊子                                           | 正月己未，蔡京自太尉、左僕射兼門下侍郎、魏國公加太師。 蔡京 | | 張康國 何執中 梁子美 林攄 鄭居中 | 八月丙申，梁子美自中書侍郎以資政殿學士、正奉大夫出知鄆州。 |
| 1109 | 三年己丑                                           | 六月辛巳，何執中自門下侍郎加特進、尚書左僕射兼門下侍郎。 蔡京 何執中 | 六月四日丁丑，蔡京自左僕射以依前太師領中太乙宮使。 | 張康國 何執中 林攄 鄭居中 管師仁（同知樞密院事） 薛昂（尚書左丞） 劉正夫（尚書右丞） | 三月戊申，知樞密院事張康國暴卒。四月戊寅，林攄自中書侍郎依前正奉大夫出知滁州。六月甲戌，管師仁自同知樞密院事以資政殿學士依前中大夫領佑神觀使，尋卒。 |
| 1110 | 四年庚寅                                           | 六月乙亥，張商英自守中書侍郎加通議大夫、守尚書右僕射兼中書侍郎。 何執中 張商英 | | 鄭居中 余深（門下侍郎） 張商英（中書侍郎） 侯蒙（同知樞密院事、尚書左丞） 薛昂 劉正夫（中書侍郎） 鄧洵仁（尚書右丞） 吳居厚（門下侍郎、知樞密院事） | 五月丙寅，余深自門下侍郎以資政殿學士仍中大夫出知青州。六月丙申，薛昂自尚書左丞以資政殿學士仍中大夫出知江寧府。十月丁酉，鄭居中自正奉大夫、知樞密院事仍前官以觀文殿學士領中太乙宮使。 |
| 1111 | 政和元年辛卯                                       | 何執中 張商英 | 八月丁巳，張商英自右僕射以觀文殿大學士出知河南府兼西京留守。 | 侯蒙 劉正夫 鄧洵仁 吳居厚 王襄（同知樞密院事） | 九月戊寅，王襄自同知樞密院事以中大夫出知亳州。 |
| 1112 | 二年壬辰                                           | 四月庚戌，何執中以哲宗帝紀成加司空。五月己巳，蔡京落致仕，依前太師，三日一至都堂治事。十一月辛巳，進封魯國公。何執中自尚書左僕射加少傅，為太宰，仍兼門下侍郎。 蔡京 何執中 | | 侯蒙 劉正夫 鄧洵仁 吳居厚 余深（門下侍郎） | |
| 1113 | 三年癸巳                                           | 八月丙子，何執中自尚書左僕射加少師。 蔡京 何執中 | | 侯蒙 劉正夫 鄧洵仁 余深 鄭居中（知樞密院事） 薛昂（尚書右丞） | 正月乙亥，吳居厚自知樞密院事、宣奉大夫以武康軍節度使知洪州。四月癸巳，鄧洵仁自尚書右丞以通議大夫、資政殿學士出知亳州，尋落職。 |
| 1114 | 四年甲午                                           | 蔡京 何執中 | | 侯蒙 劉正夫 余深 鄭居中 薛昂 | |
| 1115 | 五年乙未                                           | 蔡京 何執中 | | 侯蒙 劉正夫 余深 鄭居中 薛昂 | |
| 1116 | 六年丙申                                           | 五月庚子，鄭居中自特進、知樞密院事加少保、太宰兼門下侍郎。劉正夫自銀青光祿大夫、中書侍郎加特進、少宰兼中書侍郎。 蔡京 何執中 鄭居中 劉正夫 | 四月辛未，何執中自尚書左僕射以太傅致仕。十二月乙酉，劉正夫自少宰以安化軍節度使、開府儀同三司致仕。 | 侯蒙 余深 薛昂（尚書左丞） 鄧洵武（知樞密院事） 童貫（簽書樞密院事） 白時中（尚書右丞） | |
| 1117 | 七年丁酉                                           | 十一月辛卯，鄭居中自太宰丁母憂起復門下侍郎。余深特進、少宰兼中書侍郎。 蔡京 鄭居中 余深 | 八月庚午，鄭居中自太宰丁母憂。 | 侯蒙 余深 薛昂（門下侍郎） 鄧洵武 童貫（同簽書樞密院事、權領樞密院事、領樞密院事） 白時中（中書侍郎） | 十月戊寅，侯蒙自中書侍郎以資政殿學士出知亳州。 |
| 1118 | 重和元年戊戌                                       | 七月壬午，鄭居中自太宰加少傅。余深自少宰加少保。九月辛丑，鄭居中罷起復。 蔡京 鄭居中 余深 | | 薛昂 鄧洵武 童貫 白時中 王黼（尚書左丞加中書侍郎） 馮熙載（尚書左丞） 范致虛（尚書右丞） | 九月庚寅，薛昂自門下侍郎除彰化軍節度使、佑神觀使兼侍讀。 |
| 1119 | 宣和元年己亥                                       | 正月戊午，余深自少保、少宰兼中書侍郎加太宰兼門下侍郎。王黼自通議大夫、中書侍郎加特進、少宰兼中書侍郎、神霄玉清萬壽宮使。 蔡京 余深 王黼 | | 鄧洵武 童貫（知樞密院事加太傅） 白時中 馮熙載（中書侍郎） 范致虛（尚書右丞遷尚書左丞） 張邦昌（尚書右丞遷尚書左丞） 王安中（尚書右丞） | 二月戊戌，鄧洵武自守中書侍郎知隨州加少保。八月丁酉，尚書左丞范致虛丁母憂。 |
| 1120 | 二年庚子                                           | 九月癸亥，太宰兼门下侍郎余深以哲宗寶訓成進少傅。十一月庚戌，王黼自特進、少宰兼中書侍郎加少保、太宰兼門下侍郎。 蔡京 余深 王黼 | 六月戊寅，蔡京以太師、魯國公致仕。十一月己亥，余深自太宰以少傅、鎮江軍節度使出知福州。 | 童貫 白時中 馮熙載 張邦昌 王安中 鄭居中（領樞密院事） | |
| 1121 | 三年辛丑                                           | 九月丙寅，王黼自少保、太宰兼門下侍郎加少傅。 王黼 | | 童貫（太師、江浙江淮等路宣撫使） 白時中 馮熙載 張邦昌 王安中 鄭居中（領樞密院事） 李邦彥（尚書右丞） | 正月壬寅，少保、知隨州鄧洵武卒。十一月丁丑，馮熙載自中書侍郎以資政殿學士出知亳州。 |
| 1122 | 四年壬寅                                           | 六月丙午，王黼加少師。 王黼 | | 童貫 白時中 張邦昌 王安中 鄭居中 李邦彥 | |
| 1123 | 五年癸卯                                           | 五月庚申，王黼自太宰兼門下侍郎加太傅，依蔡京昨任太師例。 王黼 | | 童貫 白時中 張邦昌 鄭居中 李邦彥（尚書左丞） 趙野（尚書右丞） 蔡攸（領樞密院事） | 正月辛酉，王安中自中大夫、尚書左丞以慶遠軍節度使、河北河東燕山府路宣撫使知燕山府。六月丁未，鄭居中自領樞密院事、太保致仕，明日卒。七月己未，童貫自領陝西河東河北宣撫使致仕。 |
| 1124 | 六年甲辰                                           | 九月乙亥，李邦彥自通奉大夫、守尚書左丞加銀青光祿大夫、少宰兼中書侍郎、神霄玉清萬壽宮使。白時中自金紫光祿大夫、門下侍郎加特進、太宰兼門下侍郎、神霄玉清萬壽宮使。十二月癸亥，蔡京自太師、魯國公落致仕，依前太師、領三省事、神霄玉清萬壽宮使。 王黼 蔡京 白時中 李邦彥 | 王黼總治三省事，位宰相之上。 | 童貫（落致仕，復領樞密院事） 張邦昌 趙野（尚書左丞） 蔡攸 宇文粹中（尚書右丞） 蔡懋（同知樞密院事） | |
| 1125 | 七年乙巳欽宗十二月庚申即位                         | 蔡京 白時中 李邦彥 | 四月庚申，蔡京罷領三省事，復以太師、魯國公致仕。 | 童貫 張邦昌 趙野 蔡攸（加太保） 宇文粹中 蔡懋 吳敏（門下侍郎） 耿南仲（簽書樞密院事） | |
| 1126 | 靖康元年丙午                                       | 正月辛未，李邦彥自銀青光祿大夫、少宰兼中書侍郎起復，加特進、太宰兼門下侍郎。張邦昌自正奉大夫加特授依前官少宰兼中書侍郎、神霄玉清萬壽宮使。二月庚戌，加光祿大夫，太宰兼門下侍郎。吳敏自知樞密院事遷太中大夫、少宰兼中書侍郎。三月己巳，徐處仁自守中書侍郎加通奉大夫、太宰兼門下侍郎。八月己未，唐恪自正奉大夫加少宰兼中書侍郎。閏十一月壬辰，何㮚自守門下侍郎加通奉大夫、右僕射、中書侍郎。 蔡京 白時中 李邦彥 張邦昌 吳敏 徐處仁 唐恪 何㮚 | 正月辛未，白時中自太宰以觀文殿大學士領中太乙宮使依前特進、慶國公。二月庚戌，李邦彥自太宰兼門下侍郎以觀文殿學士領中太乙宮使。甲寅蔡京自太師、魯國公致仕責授中奉大夫、祕書監、分司南京，河南居住。三月己巳，張邦昌自太宰、兼門下侍郎以觀文殿大學士領中太乙宮使。八月己未，徐處仁自太宰以觀文殿大學士領中太乙宮使。吳敏自少宰以觀文殿大學士領醴泉觀使。閏十一月壬辰朔，唐恪自少宰以觀文殿大學士領中太乙宮使兼侍讀依前光祿大夫。 | 趙野（門下侍郎） 宇文粹中 吳敏（知樞密院事、親征行營副使） 耿南仲（同知樞密院事、尚書左丞、門下侍郎） 李梲（同知樞密院事、尚書右丞） 李綱（尚書右丞、知樞密院事、宣撫河北、河東） 王孝迪（中書侍郎） 唐恪（同知樞密院事、中書侍郎） 路允迪（簽書樞密院事） 種師道（同知樞密院事、宣撫河北、河東） 徐處仁（中書侍郎） 宇文虛中（簽書樞密院事） 何㮚（尚書右丞、中書侍郎、門下侍郎） 許翰（同知樞密院事） 陳過庭（尚書右丞、中書侍郎） 聶昌（同知樞密院事） 李回（簽書樞密院事） 王㝢（尚書左丞） 馮澥（知樞密院事、尚書左丞） 孫傅（尚書右丞、同知樞密院事） 曹輔（簽書樞密院事） 張叔夜（簽書樞密院事） | 二月癸卯，蔡懋自尚書左丞以資攻殿學士、依前中大夫知大名府兼北京留守。王孝迪自中書侍郎以資政殿學士提舉醴泉觀。癸丑，種師道自同知樞密院事以檢校少傅領中太乙宮使。甲寅，童貫自太師、廣陽郡王、徐豫國公責授左衞上將軍致仕，池州居住。蔡攸自太保、領樞密院事、燕國公責授太中大夫、提舉亳州明道宮，任便居住。 二月辛亥，宇文虚中罢知江宁府。（此条宋史缺） 三月戊辰，李梲自尚書左丞以正奉大夫、資政殿學士提舉南京鴻慶宮。庚午，宇文虛中自簽書樞密院事以資政殿學士、仍中大夫出知青州。 四月庚戌，趙野自門下侍郎以資政殿學士出知襄陽府。 六月癸卯，路允迪自簽書樞密院事以資政殿學士提舉醴泉觀。 八月戊午，許翰自同知樞密院事以延康殿學士出知亳州。 九月丁丑，李綱自知樞密院事以觀文殿學士出知揚州。 十月戊午，王㝢自尚書左丞坐辭使軍前責授單州團練副使，新州安置。辛酉，種師道卒。 十一月戊辰，馮澥自知樞密院除資政殿學士、太子賓客。丁丑，何㮚自中書侍郎依前官提舉醴泉觀兼侍讀。丁亥，李回自簽書樞密院事除提舉萬壽觀。 |

## 南宋
後七朝始建炎丁未，終德祐丙子，凡一百四十九年，居相位者六十一人，位執政者二百四十四人。(附三少帝朝宰相）
| 公元 | 紀年                         | 宰相進拜加官 | 罷免 | 執政進拜加官 | 執政罷免 |
| ---- | ---------------------------- | --- | --- | --- | --- |
| 1127 | 建炎元年丁未高宗五月庚寅即位 | 五月甲午，李綱自資政殿大學士、領開封府職事除正議大夫、守尚書右僕射兼中書侍郎。 八月壬戌，自右僕射除銀青光祿大夫、尚書左僕射、御營使兼門下侍郎。同日，黃潛善自守門下侍郎除正議大夫、尚書右僕射、中書侍郎、御營使。 張邦昌 李綱 黃潛善 | 五月壬辰，張邦昌罷權左僕射，為太保、奉國軍節度使、同安郡王。 八月丁丑，李綱罷左相、以觀文殿大學士提舉杭州洞霄宮。 | 耿南仲 李回 馮澥 黃潛善（中書侍郎、門下侍郎兼權中書侍郎） 汪伯彥（同知樞密院事，除知樞密院事） 呂好問（尚書右丞） 張悫（同知樞密院事） 許翰（尚書右丞） 顏岐（同知樞密院事） 郭三益（同知樞密院事） 許景衡（尚書右丞） | 五月癸巳，耿南仲自門下侍郎以觀文殿學士提舉杭州洞霄宮。乙未，李回提舉萬壽觀知洪州（此條宋史缺）。馮澥自尚書左丞以資政殿學士知潼川府。七月癸卯，呂好問罷尚書右丞，授資政殿學士、知宣州。八月丙戌，許翰罷尚書右丞，以資政殿學士提舉洞霄宮。 |
| 1128 | 二年戊申                     | 十二月己巳，黃潛善自右僕射兼中書侍郎除光祿大夫、守左僕射兼門下侍郎。汪伯彥自知樞密院事除正議大夫、守右僕射兼中書侍郎。 黃潛善 汪伯彥 | | 汪伯彥 張悫 顏岐 郭三益 許景衡 朱勝非（尚書右丞,除中書侍郎） 盧益（簽書樞密院事） | 五月乙酉，許景衡罷尚書右丞，以資政殿學士提舉洞霄宮。 郭三益卒（此條宋史缺） 張愨卒（此條同缺） |
| 1129 | 三年己酉                     | 三月庚辰，朱勝非自守中書侍郎除通奉大夫、守右僕射兼中書侍郎兼御營使。故事，命相進官三等。勝非特進五官。四月癸丑，呂頤浩自資政殿學士、同簽書樞密院事授宣奉大夫、守右僕射兼中書侍郎。閏八月丁亥，杜充自同知樞密院事授太中大夫、守右僕射、同平章事兼御營使。 朱勝非 呂頤浩 杜充 | 二月己巳，黃潛善罷左相，以觀文殿大學士知江寧府。汪伯彥罷右相，以觀文殿大學士知洪州。四月癸丑，朱勝非罷右相，以觀文殿大學士知洪州。 | 顏岐 朱勝非 盧益 路允迪（簽書樞密院事） 呂頤浩（簽書樞密院事） 葉夢得（尚書左丞） 張澂（尚書右丞） 王淵（簽書樞密院事） 王孝迪（中書侍郎） 李邴（同簽書樞密院事、參知政事、權知三省樞密院事） 鄭瑴（同簽書樞密院事） 張浚（知樞密院事） 滕康（簽書樞密院事、權同知三省樞密院事） 杜充（同知樞密院事） 周望（同簽書樞密院事） 王綯（參知政事） 張守（同簽書樞密院事） 范宗尹（參知政事）                      | 三月辛巳，葉夢得罷，以盧益為尚書左丞，未拜，復罷為資政殿學士。（此條宰輔表缺，按高宗本紀補） 四月癸丑，路允迪罷簽書，以資政殿學士提舉醴泉觀兼侍讀。顏岐罷門下侍郎，以資政殿大學士提舉南京鴻慶宮。王孝迪罷中書侍郎，以端明殿學士提舉西京嵩山崇福宮。張澂罷尚書右丞，以資政殿學士知江州。 盧益以本职提举西京嵩山崇福宫（此條缺） 王淵因在渡江時耽誤了奉國軍節度使劉光世所部數萬人的進軍而引起軍隊將領的不滿，建炎三年二月，在拜簽書後不久就被罷免。（此條宰輔表缺） 八月庚戌，李邴罷。（此條宰輔表缺） 郑瑴卒（此條缺） 滕康綴宰執班奏事。（此條缺） |
| 1130 | 四年庚戌                     | 五月甲辰，范宗尹自中大夫、參知政事授通議大夫、守右僕射、同平章事。六月甲戌，宗尹兼知樞密院事。（宗尹拜相時年僅三十二，為當時最年輕的宰相）十一月癸卯，詔追封贈元祐故宰相呂大防、呂公著、范純仁。 呂頤浩 杜充 范宗尹 | 二月乙未，杜充罷右相，以觀文殿大學士提舉江州太平觀。四月丙申，趙鼎彈劾呂頤浩，遂罷呂左相（左僕射），以鎮南軍節度使、開府儀同三司充醴泉觀使。六月丙戌，前宰相呂頤浩、朱勝非罷為江東西、兩浙安撫大使。 | 張浚 周望 王綯 張守 趙鼎（簽書樞密院事） 謝克家（參知政事） 李回（同知樞密院事） 富直柔（簽書樞密院事） | 五月乙卯，王綯罷參知政事。甲子，周望罷同知樞密院事及兩浙宣撫使，授提舉江州太平觀。十一月甲辰，趙鼎罷簽書樞密院事。 |
| 1131 | 紹興元年辛亥                 | 八月丁亥，秦檜自參知政事授通奉大夫、守右僕射、同平章事兼知樞密院事。九月癸丑，呂頤浩自鎮南軍節度使、開府儀同三司、江東路安撫大使授少保、左僕射、同平章事兼知樞密院事。 范宗尹 呂頤浩 秦檜 | 七月癸亥，范宗尹罷右相，授觀文殿學士、提舉洞霄宮。九月，汪伯彥復正議大夫、觀文殿學士、江東安撫大使、知池州。 | 張浚 張守 李回 富直柔 秦檜（參知政事） 孟庾（參知政事） | 正月辛亥，謝克家罷參知政事，以資政殿學士提舉洞霄宮。八月己卯，張守罷參知政事，以資政殿學士提舉洞霄宮。九月癸丑，李回罷，以資政殿學士、江南西路安撫大使兼知洪州。十一月戊戌，富直柔罷同知樞密院事，以中大夫提舉臨安府洞霄宮。 |
| 1132 | 二年壬子                     | 九月乙丑，朱勝非自觀文殿學士、提舉醴泉觀兼侍讀除左宣奉大夫、右僕射、同平章事兼知樞密院事。 呂頤浩 秦檜 朱勝非 | 二月庚午，詔李綱為湖廣宣撫使兼知潭州。八月甲寅，秦檜罷右相，以觀文殿學士提舉江州太平觀。 | 張浚 孟庾 翟汝文（參知政事） 權邦彥（簽書樞密院事） | 六月，翟汝文由參知政事致仕。 |
| 1133 | 三年癸丑                     | 七月乙亥，朱勝非以右僕射起復，仍知樞密院事。 呂頤浩 朱勝非 | 四月丁亥，朱勝非以母憂去位。九月戊午，呂頤浩罷左相，以鎮南軍節度使、開府儀同三司提舉臨安府洞霄宮。 | 張浚 孟庾 權邦彥 席益（參知政事） 徐俯（簽書樞密院事） 韓肖冑（同簽書樞密院事） | 權邦彥卒（此條宰輔表缺） |
| 1134 | 四年甲寅                     | 九月癸酉，趙鼎自知樞密院事除左通奉大夫、右僕射、同平章事兼知樞密院事。 朱勝非 趙鼎 | 九月庚午，朱勝非罷右相，聽持餘服，候服闋，除觀文殿大學士、提舉洞霄宮。 | 張浚（年初罷，十一月復為知樞密院事） 孟庾 徐俯 趙鼎（參知政事） 胡松年（簽書樞密院事） 沈與求（參知政事） | 正月癸酉，韓肖冑罷同簽書樞密院事。二月癸未，席益罷參知政事，以資政殿學士提舉江州太平觀。三月乙丑，張浚罷知樞密院事，以資政殿大學士提舉洞霄宮。四月丙午，徐俯罷簽書樞密院事，提舉臨安府洞霄宮。 |
| 1135 | 五年乙卯                     | 二月丙戌，趙鼎自右僕射授左宣奉大夫、守左僕射、同平章事兼知樞密院、都督諸路軍馬。張浚自知樞密院事授左宣奉大夫、守右僕射、同平章事兼知樞密院事、都督諸路軍馬。 趙鼎 張浚 | | 孟庾（知樞密院事） 胡松年 沈與求 | 閏二月，胡松年罷簽書樞密院事。七月己卯，孟庾罷知樞密院事，以觀文殿學士知紹興府。 |
| 1136 | 六年丙辰                     | 張浚 趙鼎 | 十二月壬寅，趙鼎罷左相，以觀文殿大學士知紹興府。 | 沈與求 折彥質（簽書樞密院事） 張守（參知政事） | 二月癸亥，沈與求罷參知政事，以資政殿學士知明州。十二月丙午，折彥質罷簽書樞密院事。 |
| 1137 | 七年丁巳                     | 九月丙子，趙鼎自觀文殿大學士充萬壽觀使，授左金紫光祿大夫、守尚書左僕射兼樞密使。 張浚 趙鼎 | 九月壬申，張浚罷右相，以觀文殿大學士提舉江州太平觀。 | 張守 陳與義（參知政事） 沈與求（同知樞密院事、知樞密院事） 秦檜（樞密使） | 知樞密院事沈與求卒（此條宰輔表缺） |
| 1138 | 八年戊午                     | 三月壬辰，秦檜自樞密使、左宣奉大夫守右僕射、同平章事兼樞密使。 秦檜 趙鼎 | 十月甲戌，趙鼎罷左相，授奉國軍節度使、知紹興府。 | 陳與義 王庶（樞密副使） 劉大中（參知政事） 孫近（參知政事） 韓肖冑（簽書樞密院事） 李光（參知政事） | 正月戊戌，張守罷參知政事，以資政殿大學士知婺州。三月甲午，陳與義罷參知政事，以資政殿學士知湖州。十月丁巳，劉大中罷參知政事，以資政殿學士知處州。十一月甲辰，王庶罷樞密副使，以資政殿學士知潭州。 |
| 1139 | 九年己未                     | 秦檜 | 二月，張浚知福州，尋復資政殿大學士，為福建路安撫大使。 | 孫近 韓肖冑 李光 王倫（同簽書樞密院事） 樓炤（簽書樞密院事） | 十二月辛酉，李光罷參知政事。 王倫為金人所抑留。（此條宰輔表、宰輔表考證並缺） |
| 1140 | 十年庚申                     | 秦檜 | | 孫近 韓肖冑 樓炤 王次翁（參知政事） | 二月，韓肖冑罷簽書樞密院事，以資政殿學士知紹興府。六月甲子，樓炤以丁父憂去。 |
| 1141 | 十一年辛酉                   | 六月乙亥，秦檜自右僕射加特進、左僕射，仍兼樞密使，封慶國公。 秦檜 | | 孫近 王次翁（權同知樞密院事） 韓世忠（樞密使） 張俊（樞密使） 岳飛（樞密副使） 范同（參知政事） 何鑄（簽書樞密院事） | 四月己卯，孫近罷參知政事，以資政殿學士提舉洞霄宮。八月甲戌，岳飛罷樞密副使，依前少保、武勝定國軍節度使，充萬壽觀使。十月癸巳，韓世忠罷樞密使，授太傅、橫海武寧安化軍節度使，充醴泉觀使。十一月己亥，范同罷參知政事。 |
| 1142 | 十二年壬戌                   | 九月乙巳，秦檜自少保、左僕射加太師，以徽宗梓宮及太后還，故有是命。 秦檜 | | 王次翁 張俊 何鑄 万俟卨（參知政事） 孟忠厚（樞密使） 程克俊（簽書樞密院事，尋兼權參知政事） | 八月，何鑄罷簽書樞密院事，以本職提舉太平觀。十一月癸巳，張俊罷樞密使，自太傅、益國公授鎮洮崇信等節度、醴泉觀使、清河郡王。是月，孟忠厚罷樞密使，以少傅知建康府。 |
| 1143 | 十三年癸亥                   | 秦檜 | | 王次翁 万俟卨 程克俊 | 閏四月乙卯，王次翁罷參知政事，以資政殿學士提舉洞霄宮。六月，程克俊罷簽書，依前職提舉洞霄宮。 |
| 1144 | 十四年甲子                   | 秦檜 | | 万俟卨 樓炤（簽書樞密院事兼權參知政事） 李文會（簽書樞密院事兼權參知政事） 楊願（簽書樞密院事兼參知政事） | 二月丙午，万俟卨罷參知政事。五月甲子，樓炤罷簽書。十二月，李文會罷簽書樞密院事。 李文會是第一位政治生涯完全在南宋的宰輔。 |
| 1145 | 十五年乙丑                   | 秦檜 | | 楊願 秦熺（知樞密院事） 李若谷（簽書樞密院事兼權參知政事） | 十月丙子，楊願罷簽書樞密院事。 |
| 1146 | 十六年丙寅                   | 秦檜 | | 秦熺 李若谷 | |
| 1147 | 十七年丁卯                   | 秦檜 | | 秦熺 李若谷（參知政事） 何若（簽書樞密院事） 段拂（參知政事） 汪勃（簽書樞密院事） | 二月辛酉，李若谷罷參知政事。三月乙亥，何若罷簽書。 |
| 1148 | 十八年戊辰                   | 秦檜 | | 秦熺 段拂 汪勃 詹大方（簽書樞密院事兼權參知政事） 余堯弼（簽書樞密院事兼權參知政事） | 正月乙未，段拂罷參知政事。 四月庚子，知樞密院事秦熺罷。 七月丙申，汪勃罷簽書。九月，詹大方卒。 |
| 1149 | 十九年己巳                   | 秦檜 | | 余堯弼 | |
| 1150 | 二十年庚午                   | 秦檜 | | 余堯弼（參知政事） 巫伋（簽書樞密院事） | |
| 1151 | 二十一年辛未                 | 秦檜 | | 余堯弼 巫伋（兼權參知政事） | 十一月庚戌，余堯弼罷參政，以資政殿學士提舉洞霄宮。 |
| 1152 | 二十二年壬申                 | 秦檜 | | 巫伋 章復（簽書樞密院事兼權參知政事） 宋樸（簽書樞密院事兼參知政事） | 四月丙子，巫伋罷簽書。九月癸丑，章復罷簽書。 |
| 1153 | 二十三年癸酉                 | 秦檜 | | 宋樸 史才（簽書樞密院事兼權參知政事） | 十月戊辰，宋樸罷簽書，以端明殿學士提舉洞霄宮。 |
| 1154 | 二十四年甲戌                 | 秦檜 | | 史才 魏師遜（簽書樞密院事兼權參知政事） 施鉅（參知政事） 鄭仲熊（簽書樞密院事兼權參知政事） | 六月癸巳，史才罷簽書，以端明殿學士提舉洞霄宮。十一月乙丑，魏師遜罷簽書。 |
| 1155 | 二十五年乙亥                 | 秦檜 | 十月丙申，秦檜自太師、左僕射進封建康郡王致仕。子熺亦加少師致仕。 | 施鉅 鄭仲熊 湯思退（簽書樞密院事） 董德元（參知政事） 魏良臣（參知政事） 沈該（參知政事） | 四月乙酉，施鉅罷參政，以資政殿學士提舉太平興國宮。六月己卯，鄭仲熊罷簽書。十二月乙酉，董德元罷參政，以資政殿學士提舉太平興國宮。 |
| 1156 | 二十六年丙子                 | 五月壬寅，沈該自參知政事授左朝議大夫，守左僕射、同平章事。万俟卨自參知政事授左宣奉大夫，守右僕射、同平章事。 沈該 万俟卨 | 正月甲子，趙鼎追復觀文殿大學士。是年十二月辛酉，万俟卨進授左金紫光祿大夫。 | 湯思退（知樞密院事） 魏良臣 沈該 万俟卨（參知政事） 程克俊（參知政事） 張綱（參知政事） 陳誠之（同知樞密院事） | 正月甲子，孫近復資政殿學士。二月辛卯，魏良臣罷參政，以資政殿學士知紹興府。 |
| 1157 | 二十七年丁丑                 | 六月戊申，湯思退自知樞密院事授右通奉大夫，守右僕射、同平章事。 沈該 万俟卨 湯思退 | 三月辛卯，万俟卨薨。 | 湯思退 程克俊 張綱 陳誠之 湯鵬舉（參知政事、知樞密院事） 陳康伯（參知政事） | 九月癸酉，張綱罷參政，以資政殿學士知婺州。十一月癸未，湯鵬舉以資政殿學士提舉洞霄宮。 七月，参知政事程克俊卒。（此条宰辅表、宰辅表考证并缺） |
| 1158 | 二十八年戊寅                 | 沈該 湯思退 | | 陳誠之（知樞密院事） 陳康伯 王綸（同知樞密院事） | |
| 1159 | 二十九年己卯                 | 九月甲午，陳康伯右僕射。湯思退左僕射。 沈該 陳康伯 湯思退 | 六月乙酉，沈該罷左相，以觀文殿大學士提舉洞霄宮。 | 陳誠之 陳康伯 王綸 賀允中（參知政事） | 六月丁酉，陳誠之罷知樞密院事。 |
| 1160 | 三十年庚辰                   | 湯思退 陳康伯 | 十二月乙巳朔，湯思退罷左相，以觀文殿大學士提舉太平興國宮。 | 王綸 賀允中 葉義問（同知樞密院事、知樞密院事） 朱倬（參知政事） 周麟之（同知樞密院事） | 六月庚午，王綸罷知院，以資政殿大學士知福州。八月癸丑，賀允中罷參政，以資政殿學士致仕。 |
| 1161 | 三十一年辛巳                 | 三月庚寅，陳康伯自右僕射授左光祿大夫，遷左僕射同平章事。朱倬自參知政事授左通奉大夫，遷右僕射、同平章事。 湯思退 陳康伯 朱倬 | | 葉義問 周麟之 楊椿（參知政事） 黃祖舜（同知樞密院事） | 六月庚申，周麟之罷同知樞密院事。 |
| 1162 | 三十二年壬午孝宗六月丙子即位 | 十二月丁卯，宰相陳康伯仍兼樞密使。 陳康伯 朱倬 | 六月，朱倬罷右僕射，以觀文殿學士提舉太平興國宮。 | 葉義問 楊椿 黃祖舜 汪澈（參知政事） 史浩（參知政事） 張燾（同知樞密院事） | 闰二月辛卯，楊椿提举在外宫观。 十月乙巳，葉義問罷樞密院事，以資政殿學士提舉太平興國宮。 |
| 1163 | 隆興元年癸未                 | 正月庚子，史浩自參知政事除左通奉太夫、守右僕射、同中書門下平章事兼樞密使。七月庚寅，湯思退自觀文殿大學士、左金紫光祿大夫充醴泉觀使兼侍讀除特進、右僕射、同平章事兼樞密使，進封榮國公。十二月丁丑，湯思退自特進、右僕射、榮國公授左僕射兼樞密使，進封慶國公。張浚自降授特進、樞密使、魏國公授右僕射、同平章事兼樞密使，依前都督江淮東西路、建康鎮江府、江陰軍、江池州屯駐軍馬。 張浚 湯思退 陳康伯 史浩                  | 五月，史浩罷右僕射，以觀文殿大學士知紹興府。十二月己未，陳康伯罷左相（左僕射），除少保、觀文殿大學士判信州，進封福國公。 | 黃祖舜 张焘 汪澈 張浚（江淮東西路宣撫使，節制沿江軍馬、樞密使） 辛次膺（同知樞密院事） 洪遵（同知樞密院事） 周葵（参知政事） | 二月癸未，黃祖舜罷同知，以資政殿學士知潭州。五月癸亥，汪澈罷參政，以資政殿大學士提舉洞霄宮。六月戊寅，辛次膺罷參政，以資政殿學士提舉臨安府洞霄宮。 三月己酉，张焘罢为资政殿大学士、提举万寿观兼侍读。 |
| 1164 | 二年甲申                     | 十一月戊戌，陳康伯自少保、觀文殿大學士、醴泉觀使、福國公拜左僕射、同平章事兼樞密使，依前少保，進封魯國公。 張浚 陳康伯 湯思退 | 四月丁丑，張浚罷右僕射，授少師、保信軍節度使判福州，依前魏國公。十一月辛卯，湯思退罷左僕射，授觀文殿大學士，提舉太平興國宮，依前特進、岐國公。 | 洪遵 周葵（兼權知樞密院事） 賀允中（知樞密院事兼參知政事） 王之望（參知政事） 錢端禮（簽書樞密院事兼權參知政事、參知政事兼權知樞密院事） 虞允文（同簽書樞密院事兼權參知政事） 王剛中（簽書樞密院事） | 七月丁亥，洪遵罷同知，以端明殿學士提舉太平興國宮。 十月丁卯，賀允中致仕。 閏十一月丙辰，周葵罷參政，以資政殿學士提舉臨安府洞霄宮。 乙亥，王之望因仓促要求吴璘在陕西前线退兵而造成极大伤亡，當時“將校所存無幾，連營慟哭，聲震原野。”罷參政，以端明殿學士提舉太平興國宮。此事最終決策出於孝宗，因此“上聞而悔之。” |
| 1165 | 乾道元年乙酉                 | 十二月戊寅，洪適自參知政事除左通奉大夫，守右僕射兼權樞密使。 陳康伯 洪適 | 二月戊申，陳康伯罷左僕射，授少師、觀文殿大學士、魯國公致仕。 | 錢端禮 虞允文 王剛中 洪適（自簽書樞密院事除參知政事，九月，兼同知枢密院事） 葉顒（簽書樞密院事，除參知政事兼同知樞密院事） 汪澈（自左通議大夫、知樞密院事除樞密使） | 六月癸未，王刚中薨。 八月己丑，虞允文罷參政，以端明殿學士提舉江州太平興國宮。丙申，錢端禮罷參政，以資政殿大學士提舉萬壽觀。 |
| 1166 | 二年丙戌                     | 十二月甲申，葉顒自參知政事除左通奉大夫、左僕射、同平章事兼樞密使。魏〈木巳〉自參知政事除左正議大夫、右僕射、同平章事兼樞密使。 洪適 葉顒 魏杞 | 三月辛未，洪適罷右僕射，授觀文殿學士，提舉江州太平興國宮。 | 葉顒（知樞密院事） 汪澈 魏杞（同知樞密院事兼權參知政事） 林安宅（同知樞密院事兼權參知政事） 蔣芾（簽書樞密院事兼權參知政事、參知政事） 陳俊卿（同知樞密院事兼權參知政事） | 四月乙未，汪澈罷樞密使，以觀文殿學士提舉臨安府洞霄宮。五月庚戌，葉顒罷參政，以資政殿學士提舉洞霄宮。八月丙戌，林安宅罷同知樞密院事。 |
| 1167 | 三年丁亥                     | 葉顒 魏杞 | 十一月癸酉，葉顒罷左僕射，提舉太平興國宮。魏〈木巳〉罷右僕射，提舉太平興國宮。 | 蔣芾 陳俊卿 虞允文（知樞密院事） 劉珙（知樞密院事） | |
| 1168 | 四年戊子                     | 二月，蔣芾自參知政事除左正議大夫，守右僕射兼樞密使。十月庚子，陳俊卿自參知政事除左正議大夫、右僕射、同平章事兼樞密使。 蔣芾 陳俊卿 | 六月戊午，蔣芾以母喪去位。 | 陳俊卿 虞允文 劉珙（知樞密院事兼參知政事） 王炎（簽書樞密院事） | 八月辛亥，劉珙以知隆興府罷。 |
| 1169 | 五年己丑                     | 八月己丑，陳俊卿自右僕射、同平章事兼樞密使。虞允文自樞密使除右僕射、同平章事兼樞密使。 陳俊卿 虞允文 | | 虞允文（樞密使） 王炎 梁克家（簽書樞密院事兼參知政事） | |
| 1170 | 六年庚寅                     | 陳俊卿 虞允文 | 五月，陳俊卿罷左僕射，除觀文殿大學士、知福州。 | 王炎 梁克家（兼同知樞密院事、同知國用事） | |
| 1171 | 七年辛卯                     | 虞允文 明年二月，改僕射官名為左右丞相。 | | 王炎 梁克家 張說（簽書樞密院事） | 三月戊子，張說罷為安慶軍節度使、提舉萬壽觀。此次罷免僅在其進拜執政十天之後，因遭到各方強烈反對而罷免。（宰輔表缺） |
| 1172 | 八年壬辰                     | 二月辛亥，虞允文自右僕射除左丞相特進兼樞密使，封華國公。梁克家自參知政事除右丞相兼樞密使。 梁克家 虞允文 | 九月戊寅，虞允文罷左丞相，授少師、武安軍節度使，充四川宣撫使，封雍國公。 | 王炎 張說（簽書樞密院事） 王之奇（簽書樞密院事） 曾懷（參知政事） | |
| 1173 | 九年癸巳                     | 十月甲戌，曾懷自參知政事遷左宣奉大夫，除右丞相。 梁克家 曾懷 | 十月辛未，梁克家罷右丞相，以觀文殿大學士知建寧府。 | 張說（同知樞密院事、知樞密院事） 曾懷 沈復（簽書樞密院事、同知樞密院事） 鄭聞（簽書樞密院事） 姚憲（簽書樞密院事） | 正月辛未，王之奇罷簽書，以資政殿學士知揚州、淮南安撫使。己丑，王炎罷樞密使，以觀文殿學士提舉臨安府洞霄宮。十二月甲子，沈復罷同知，以資政殿學士知荊南府。 |
| 1174 | 淳熙元年甲午                 | 七月壬辰，曾懷自觀文殿大學士、提舉太平興國宮遷光祿大夫，除右丞相。十一月丙午，葉衡自兼權知樞密使、參知政事遷通奉大夫，除右丞相兼樞密使。 曾懷 葉衡 | 六月戊寅，曾懷罷右丞相，除觀文殿大學士、提舉太平興國宮。十一月丙午，曾懷罷右丞相，以觀文殿大學士提舉洞霄宮。 | 張說 鄭聞 姚憲（參知政事） 葉衡（簽書樞密院事、參知政事兼權知樞密院事） 楊倓（簽書樞密院事） 龔茂良（參知政事） 李彥穎（簽書樞密院事） | 三月丙申，鄭聞以資政殿大學士、四川宣撫使罷。六月癸未，姚憲罷參政，以端明殿學士領宮觀。七月乙未，張說罷知樞密院事，以太尉提舉隆興府玉隆觀，依前安慶軍節度使。十一月，楊倓罷簽書，以昭慶軍節度使知荊南府。 |
| 1175 | 二年乙未                     | 葉衡 | 九月乙未，葉衡罷右相，依前中奉大夫、知建寧府。 | 龔茂良 李彥穎（參知政事） 沈復（同知樞密院事） 王淮（簽書樞密院事） | 閏九月丁未，沈復以知鎮江府罷。 |
| 1176 | 三年丙申                     | （空缺）（龚茂良以参知代行相事） | 此次空缺為宋朝歷史上唯一一次。 | 龔茂良 李彥穎 王淮 趙雄（簽書樞密院事） | |
| 1177 | 四年丁酉                     | （空缺）（龚茂良以参知代行相事） | | 龔茂良 李彥穎 王淮（參知政事） 趙雄（同知樞密院事） | 六月丁丑，龔茂良罷參政，以資政殿學士知鎮江府。 |
| 1178 | 五年戊戌                     | 三月壬子，史浩自觀文殿大學士、充醴泉觀使、兼侍讀、永國公依前少保，授右丞相，封衞國公。十一月丁丑，趙雄自參知政事遷正議大夫，除右丞相。 史浩 趙雄 | 十一月甲戌，史浩罷右相，授少傅、保寧軍節度使、充醴泉觀使、兼侍讀，依前 國公。 | 李彥穎 王淮（知樞密院事、樞密使） 趙雄（參知政事） 范成大（參知政事） 錢良臣（簽書樞密院事、參知政事） | 三月，李彥穎罷參政，以資政殿學士知紹興府。六月甲戌，范成大罷參政，以資政殿學士知婺州。 |
| 1179 | 六年己亥                     | 趙雄 | | 王淮 錢良臣 | |
| 1180 | 七年庚子                     | 趙雄 | | 王淮 錢良臣 周必大（參知政事） 謝廓然（簽書樞密院事） | |
| 1181 | 八年辛丑                     | 八月，王淮自樞密使、信國公除光祿大夫、右丞相兼樞密使，封福國公。 趙雄 王淮 | 八月，趙雄罷右丞相，除觀文殿大學士、四川安撫制置使兼知成都府。 | 王淮 錢良臣 周必大 謝廓然（同知樞密院事兼權參知政事） | 九月庚寅，錢良臣以資政殿學士與在外宮觀罷。 |
| 1182 | 九年壬寅                     | 王淮遷左丞相，梁克家自觀文殿學士、醴泉觀使兼侍讀遷金紫光祿大夫、拜右丞相，封儀國公。 王淮 梁克家 | | 周必大（知樞密院事） 謝廓然 施師點（簽書樞密院事） 李彦颖（參知政事） | 六月丁巳，謝廓然自同知樞密院致仕。 |
| 1183 | 十年癸卯                     | 王淮 梁克家 | | 周必大 施師點（兼權參知政事除參知政事兼同知樞密院事） 黃洽（參知政事） | 正月甲申，李彥潁自通議大夫罷參知，提舉洞霄宮。 |
| 1184 | 十一年甲辰                   | 王淮 梁克家 | | 周必大（樞密使） 施師點 黃洽 | |
| 1185 | 十二年乙巳                   | 王淮 梁克家 | | 周必大 施師點 黃洽 | |
| 1186 | 十三年丙午                   | 王淮 梁克家 | 十一月丙寅，梁克家罷右丞相，授觀文殿大學士、充醴泉觀使、兼侍讀，依前特進、鄭國公。 | 周必大 施師點 黃洽 留正（簽書樞密院事） | |
| 1187 | 十四年丁未                   | 二月丁亥，周必大自樞密使遷光祿大夫，除右丞相。 王淮 周必大 | | 施師點（知樞密院事） 黃洽 留正（參知政事兼同知樞密院事） | |
| 1188 | 十五年戊申                   | 王淮 周必大 | 五月己亥，王淮罷左丞相，除觀文殿大學士判衢州，依前特進、魯國公。 | 施師點 黃洽（知樞密院事） 留正 蕭燧（參知政事） | 施師點罷，出知泉州。 |
| 1189 | 十六年己酉二月壬戌光宗即位   | 正月己亥，周必大自右丞相、濟國公除特進、左丞相，封許國公。留正自參知政事兼同知樞密院事遷通奉大夫，除右丞相。 留正 周必大 | 三月甲寅，前宰相史浩自太傅、保寧軍節度使致仕、魏國公授太師，依前官致仕。五月丙申，周必大罷左丞相，以觀文殿大學士判潭州。 | 留正 王藺（參知政 事、知樞密院事兼參知政事） 葛邲（同知樞密院事） | 正月丙申，黃洽罷知樞密院事，以資政殿大學士知隆興府。乙巳，蕭燧罷參知政事，除資政殿學士、提舉臨安府洞霄宮。 |
| 1190 | 紹熙元年庚戌                 | 七月乙卯，留正自宣奉大夫、右丞相遷金紫光祿大夫，除左丞相。 留正 | | 王藺（樞密使） 葛邲（知樞密院事） 胡晉臣（簽書樞密院事除參知政事兼同知樞密院事） | 十二月丙戌，樞密使王藺因其弟，池州貴池縣知縣王萊暴狠不法、凌蔑州郡，而王藺縱容其弟，為御史中丞何澹彈劾，詔降王藺一官放罷。 |
| 1191 | 二年辛亥                     | 留正 | | 葛邲 胡晉臣 | |
| 1192 | 三年壬子                     | 留正 | | 葛邲 胡晉臣 陳騤（同知樞密院事） | |
| 1193 | 四年癸丑                     | 三月辛巳，葛邲自光祿大夫、知樞密院事遷特進，除右丞相。 留正 葛邲 | | 胡晉臣 陳騤（參知政事） 趙汝愚（同知樞密院事、知樞密院事） 余端禮（同知樞密院事） | 六月戊申，胡晉臣薨。 |
| 1194 | 五年甲寅寧宗七月甲子即位     | 七月乙亥，拜趙汝愚為右丞相，汝愚辭不拜。八月丙辰，趙汝愚自樞密使除右丞相。 留正 葛邲 趙汝愚 | 正月，葛邲罷右相，授觀文殿大學士，依前特進、判建康府。八月丙辰，留正罷左相。 | 陳騤（知樞密院事） 趙汝愚（兼參知政事，自知樞密院事除樞密使） 余端禮（知樞密院事兼參知政事） 羅點（簽書樞密院事） 京鏜（簽書樞密院事） 鄭僑（同知樞密院事） | 九月庚午，羅點薨。十二月己巳，陳騤罷知樞密院事。 |
| 1195 | 慶元元年乙卯                 | 四月己未，余端禮自知樞密院事兼參知政事遷銀青光祿大夫，除右丞相。 趙汝愚 余端禮 | 二月戊寅，趙汝愚罷右丞相，除觀文殿大學士，依前銀青光祿大夫、知福州。 | 余端禮 京鏜（知樞密院事） 鄭僑（參知政事） 謝深甫（簽書樞密院事） | |
| 1196 | 二年丙辰                     | 正月庚寅，余端禮自右丞相遷特進，除左丞相。京鏜自知樞密院事遷正議大夫，除右丞相。 余端禮 京鏜 | 四月甲子，余端禮罷左丞相，以觀文殿大學士判隆興府。 | 鄭僑（參知政事） 謝深甫 何澹（同知樞密院事） 葉翥（簽書樞密院事） | |
| 1197 | 三年丁巳                     | 京鏜 | | 謝深甫 何澹 葉翥 | 正月壬寅，鄭僑罷知樞密院事，以資政殿大學士知福州。 |
| 1198 | 四年戊午                     | 京鏜 | | 謝深甫（知樞密院事兼參知政事） 何澹 葉翥（同知樞密院事） 許及之（同知樞密院事） | 七月辛酉，葉翥罷知隆興府。 |
| 1199 | 五年己未                     | 京鏜 | | 謝深甫 何澹 許及之 | |
| 1200 | 六年庚申                     | 閏二月庚寅，京鏜自右丞相拜少傅、左丞相，封冀國公。謝深甫自知樞密院事遷金紫光祿大夫，除右丞相。 謝深甫 京鏜 | 八月丁酉，少傅、左丞相京鏜薨。 | 何澹（知樞密院事兼參知政事） 許及之 陳自強（簽書樞密院事） | 六月戊申，許及之丁母憂去位。 |
| 1201 | 嘉泰元年辛酉                 | 謝深甫 | | 何澹 陳自強（同知樞密院事兼知枢密院事） 張釜（簽書樞密院事） 程松（同知樞密院事） 張巖（參知政事） | 七月乙卯，何澹罷知樞密院事。八月甲申，張釜罷簽書樞密院事。 |
| 1202 | 二年壬戌                     | 謝深甫 | | 陳自強（知樞密院事） 程松 張巖 袁說友（同知樞密院事） 許及之（參知政事） | 七月己巳，同知樞密院事程松以父喪去官。 |
| 1203 | 三年癸亥                     | 五月戊寅，陳自強自知樞密院事除右丞相。 謝深甫 陳自強 | 正月己卯，謝深甫罷右丞相，授觀文殿學士判建康府。 | 陈自强（兼參知政事） 袁說友（參知政事） 許及之 傅伯壽（簽書樞密院事） 費士寅（簽書樞密院事除參知政事） 張孝伯（同知樞密院事） | 正月甲午，張巖罷參知政事，以資政殿學士知平江府。 二月辛丑，傅伯寿罢，与在京宫观兼侍读、修国史。 九月庚午，袁說友罷參知政事。 |
| 1204 | 四年甲子                     | 陳自強 | | 許及之 費士寅 張孝伯（兼參知政事） 錢象祖（同知樞密院事） 張巖（參知政事兼知枢密院事） | 四月甲辰，許及之罷知樞密院事。 参知政事张孝伯罢。（此条宰辅表、宰辅表考证并缺，宰辅编年录有之） |
| 1205 | 開禧元年乙丑                 | 七月辛酉，韓侂冑自太師、永興軍節度使、充萬壽觀使、平原郡王拜平章軍國事。 陳自強 韓侂冑 | | 費士寅 錢象祖（參知政事兼知樞密院事） 張巖 劉德秀（簽書樞密院事） | 三月癸未，費士寅罷參政，以資政殿學士知興元府。九月丁亥，劉德秀罷簽書。 |
| 1206 | 二年丙寅                     | 陳自強 韓侂冑 | 四月，故太師秦檜特追王爵，降充銀青光祿大夫、衞國公。 | 張巖（知樞密院事） 李壁（參知政事） 丘崈（簽書樞密院事） | |
| 1207 | 三年丁卯                     | 十二月辛酉，錢象祖自參知政事授正奉大夫、兼國用使除右丞相兼樞密使。 陳自強 韓侂冑 錢象祖 | 十一月甲戌，韓侂冑罷平章軍國事。陳自強罷右丞相。 | 張巖 李壁 錢象祖（參知政事兼知樞密院事） 衞涇（簽書樞密院事、參知政事） 雷孝友（參知政事） 史彌遠（同知樞密院事） 林大中（簽書樞密院事） | 丘崈正月辛卯罷。 張巖九月丙申罷。 十一月甲戌，李壁罷參知政事。 |
| 1208 | 嘉定元年戊辰                 | 十月丙子，錢象祖自右丞相除特進、左丞相兼樞密使、兼太子賓客。史彌遠自知樞密院事除通奉大夫、右丞相兼樞密使、兼太子少傅。 錢象祖 史彌遠 | 十一月戊午，右丞相史彌遠丁母憂。十二月丙寅，錢象祖罷相，以觀文殿大學士判福州。 | 衞涇 雷孝友（知樞密院事兼參知政事） 史彌遠（知樞密院事兼參知政事） 林大中 婁機（同知樞密院事兼太子客） 樓鑰（同知樞密院事） | 雷孝友罷。（宰輔表、宰輔表考證並缺） 六月乙亥，衞涇罷參政，以資政殿學士知潭州。 林大中薨。（宰輔表、宰輔表考證並缺） |
| 1209 | 二年己巳                     | 五月丙申，史彌遠起復，拜右丞相兼樞密使、兼太子少師。 史彌遠 | | 婁機 樓鑰（參知政事） 章良能（同知樞密院事） 宇文紹節（簽書樞密院事） | 九月祀明堂，婁機數上章告老，帝不許，皇太子遣官屬勉留之。以資政殿學士知福州，力辭。提舉洞霄宮以歸，遂卒。（此條宰輔表、宰輔表考證並缺） |
| 1210 | 三年庚午                     | 史彌遠 | | 樓鑰 章良能 宇文紹節 | |
| 1211 | 四年辛未                     | 史彌遠 | | 樓鑰 章良能 | |
| 1212 | 五年壬申                     | 史彌遠 | | 樓鑰 章良能 | |
| 1213 | 六年癸酉                     | 史彌遠 | | 樓鑰 章良能（參知政事） | 樓钥薨。（表、考證並缺） |
| 1214 | 七年甲戌                     | 史彌遠 | | 章良能 鄭昭先（簽書樞密院事兼權參知政事） | 章良能薨。（表、考證並缺） |
| 1215 | 八年乙亥                     | 史彌遠 | | 鄭昭先（參知政事） 曾從龍（簽書樞密院事） | |
| 1216 | 九年丙子                     | 史彌遠 | | 鄭昭先 曾從龍 | |
| 1217 | 十年丁丑                     | 史彌遠 | | 鄭昭先 曾從龍 | |
| 1218 | 十一年戊寅                   | 史彌遠 | | 鄭昭先 曾從龍 | |
| 1219 | 十二年己卯                   | 史彌遠 | | 鄭昭先（知樞密院事兼參知政事） 曾從龍（參知政事） 任希夷（簽書樞密院事） | 四月癸巳，曾從龍罷。先前曾從龍彈劾胡榘，結果反而被胡唆使言官彈劾，因此罷相。 |
| 1220 | 十三年庚辰                   | 史彌遠 | | 鄭昭先 任希夷（自簽書進參知政事） | |
| 1221 | 十四年辛巳                   | 史彌遠 | 八月乙丑，追封史浩為越王。 | 鄭昭先 任希夷 宣繒（同知樞密院事兼參知政事） 俞應符（簽書樞密院事兼權參知政事） | 八月乙卯，任希夷罷知樞密院事及兼參知政事。 十二月，鄭昭先病，屡次上书求罷，出知隆兴府。 |
| 1222 | 十五年壬午                   | 史彌遠 | | 宣繒 俞應符 程卓（同知樞密院事） 薛極（簽書樞密院事） | 六月辛卯，簽書樞密院事俞應符卒。 |
| 1223 | 十六年癸未                   | 史彌遠 | | 宣繒 程卓 薛極 | 六月丁酉，同知樞密院事程卓卒。 |
| 1224 | 十七年甲申閏八月丁酉理宗即位 | 史彌遠 | | 宣繒 薛極 葛洪（同簽書樞密院事） | |
| 1225 | 寶慶元年乙酉                 | 史彌遠 | | 宣繒（同知樞密院事） 薛極（簽書樞密院事、參知政事） 葛洪（簽書樞密院事） | |
| 1226 | 二年丙戌                     | 史彌遠 | | 宣繒 薛極 葛洪 | |
| 1227 | 三年丁亥                     | 三月丙寅，史彌遠少師、右丞相兼樞密使，提舉編修玉牒、提舉編修國朝會要、提舉國史實錄院、提舉編修敕令，封魯國公。 史彌遠 | 九月癸未，故少保、觀文殿大學士、魏國公致仕、贈太師留正定諡忠宣。 | 宣繒（參知政事兼同知樞密院事） 薛極（參知政事） 葛洪（簽書樞密院事） | |
| 1228 | 紹定元年戊子                 | 史彌遠 | | 宣繒 薛極 葛洪 袁韶（同知樞密院事） 鄭清之（簽書樞密院事） | |
| 1229 | 二年己丑                     | 史彌遠 | | 宣繒 薛極 葛洪 袁韶 鄭清之 | |
| 1230 | 三年庚寅                     | 九月己酉，史彌遠少師、右丞相兼樞密使、魯國公，加食邑實封。 史彌遠 | | 宣繒 薛極 葛洪 袁韶（兩浙西路安撫制置使兼知臨安府） 鄭清之（參知政事兼簽書樞密院事） 喬行簡（同簽書樞密院事） | |
| 1231 | 四年辛卯                     | 史彌遠 | 十月丙辰，宰執以火延太廟，五奏乞鐫罷。詔史彌遠特降奉化郡公。 | 宣繒 薛極 葛洪 袁韶 鄭清之（同知樞密院事） 喬行簡（簽書樞密院事） | 七月庚戌，葛洪罢，出知绍兴府。 十月丙辰，以火延太廟故，薛極、鄭清之、喬行簡詔各降一官。 |
| 1232 | 五年壬辰                     | 史彌遠 | | 宣繒 薛極 袁韶 鄭清之 喬行簡 陳貴誼（同簽書樞密院事） | |
| 1233 | 六年癸巳                     | 十月丙戌，史彌遠特授太師、左丞相、仍兼樞密使、魯國公、加封邑。鄭清之特授光祿大夫、右丞相兼樞密使，加封邑。 史彌遠 鄭清之 | 十月丁亥，史彌遠自太師、左丞相兼樞密使、魯國公除保寧昭信軍節度使，充醴泉觀使，進封會稽郡王。壬辰，致仕。乙未，薨。 | 宣繒 薛極（樞密使） 袁韶 鄭清之 喬行簡（參知政事兼同知樞密院事） 陳貴誼（參知政事兼簽書樞密院事） | 十一月癸丑，宣缯罢，提举万寿观。仍奉朝请。 十二月庚辰，薛極以觀文殿大學士知紹興府。 |
| 1234 | 端平元年甲午                 | 鄭清之 | | 袁韶 喬行簡（知樞密院事） 陳貴誼 曾從龍（參知政事） 鄭性之（簽書樞密院事） | 四月辛卯，薛極少保，依舊觀文殿大學士、和國公致仕。五月庚子，贈少師，乙巳，卒。 十月丙戌，陳貴誼自參知政事兼同知樞密院事，乞守本官致仕。庚寅，特贈少保、資政殿大學士。癸巳，卒。 袁韶罢为宫观官。（宰辅表、考证并缺） |
| 1235 | 二年乙未                     | 六月戊寅，鄭清之自光祿大夫、右丞相兼樞密使除左丞相。喬行簡自宣奉大夫、知樞密院事兼參知政事除右丞相。 鄭清之 喬行簡 | | 喬行簡 曾從龍（兼同知樞密院事、知樞密院事兼參知政事督視江、淮軍馬，樞密使） 鄭性之（同知樞密院事兼权参知政事） 真德秀（參知政事） 陳卓（同簽書樞密院事） 崔與之（參知政事） 魏了翁（同簽書樞密院事督視京、湖軍馬） 余嵘（簽書樞密院事） | 四月辛卯，真德秀除資政殿學士、在京宮觀、兼侍讀。五月己亥，特轉一官，守資政殿學士、提舉佑神觀、兼侍讀致仕。甲辰，卒，特贈銀青光祿大夫。六月己卯，葛洪除資政殿大學士、通議大夫、提舉臨安府洞霄宮。十二月，魏了翁自同簽書樞密院事、督視京湖軍馬除簽書樞密院事，力辭，改資政殿學士、湖南安撫使。 十二月甲辰，曾從龍薨。 |
| 1236 | 三年丙申                     | 九月乙亥，崔與之自參知政事特轉正議大夫，除右丞相、兼樞密使。十一月，喬行簡自觀文殿大學士、醴泉觀使兼侍讀授特進、左丞相兼樞密使，進封肅國公加封邑。 鄭清之 喬行簡 崔與之 | 九月乙亥，鄭清之罷左丞相兼樞密使，除觀文殿大學士、醴泉觀使兼侍讀。喬行簡罷右丞相兼樞密使，除觀文殿大學士、醴泉觀使兼侍讀。十二月癸卯，特進鄭清之仍舊觀文殿大學士、提舉臨安府洞霄宮。 | 喬行簡 鄭性之（參知政事兼同知樞密院事） 崔與之 李鳴復（簽書樞密院事兼參知政事） | 九月癸亥，宣繒自資政殿大學士、光祿大夫、提舉臨安府洞霄宮除觀文殿大學士，致仕。 |
| 1237 | 嘉熙元年丁酉                 | 喬行簡 崔與之 | | 鄭性之（知樞密院事兼參知政事） 李鳴復 鄒應龍（签书枢密院事、参知政事） 李宗勉（同簽書樞密院事、簽書樞密院事） 李埴（同知樞密院事、四川宣撫使） | 鄭性之致仕。 二月癸未朔，李鳴復罷，知紹興府。六月癸巳，鄒應龍罷，知慶元府，沿海制置使。 |
| 1238 | 二年戊戌                     | 喬行簡 崔與之 | | 李宗勉 趙以夫（同知樞密院事） 余天錫（同簽書樞密院事） 李埴（同簽書樞密院事） 李鳴復（知樞密院事） 史嵩之（參知政事，督視軍馬，置司鄂州。） | 六月丙寅，李埴薨。 |
| 1239 | 三年己亥                     | 正月，喬行簡自特進、左丞相、兼樞密使加少傅、平章軍國重事。李宗勉自參知政事除左丞相。史嵩之自京、湖安撫制置使除右丞相。 喬行簡 崔與之 李宗勉 史嵩之 | 六月庚子，崔與之力辭相位，詔依前官，特授觀文殿大學士，致仕。 | 趙以夫 余天錫（參知政事） 游佀（同簽書樞密院事） 許應龍（簽書樞密院事） 林略（同簽書樞密院事） 范鍾（簽書樞密院事） | 六月，參知政事余天錫罷知紹興府。十月庚申，許應龍罷簽書樞密院事。林略罷同簽書樞密院事。 |
| 1240 | 四年庚子                     | 喬行簡 李宗勉 史嵩之 | 九月癸亥，喬行簡自少傅、平章軍國重事特授少師、保寧軍節度使、醴泉觀使，進封魯國公，加封邑，奉祠。閏十二月丙寅，左丞相李宗勉薨。 | 趙以夫 游佀（知樞密院事、兼參知政事） 范鍾（參知政事） 徐榮叟（簽書樞密院事） | |
| 1241 | 淳祐元年辛丑                 | 史嵩之 | 二月壬午，少師、魯國公喬行簡薨。 | 趙以夫 游佀 范鍾 徐榮叟 | 三月己酉，趙以夫自宣奉大夫、同知樞密院事乞祠不允，依舊集英殿修撰，差知建寧府。十二月庚申，資政殿大學士、通議大夫、知慶元府余天錫乞守本官致仕，除觀文殿學士，特轉兩官致仕，丁卯卒。 |
| 1242 | 二年壬寅                     | 史嵩之 | | 范鍾（知樞密院事兼參知政事） 徐榮叟 趙葵（同知樞密院事） 別之傑（簽書樞密院事） 高定子（簽書樞密院事） 杜範（同簽書樞密院事） | 二月，游佀出帥浙東，尋奉祠。六月癸亥，徐榮叟除資政殿大學士、提舉臨安府洞霄宮。十二月丙寅，別之傑自同知樞密院事兼權參知政事除資政殿學士、湖南安撫大使兼知潭州。趙葵自同知樞密院事依舊資政殿大學士，除福建安撫使、知福州。 |
| 1243 | 三年癸卯                     | 史嵩之 | | 范鍾 高定子（兼參知政事） 杜範 | 八月庚午，林略自端明殿學士、提舉臨安府洞霄宮除資政殿學士致仕。 |
| 1244 | 四年甲辰                     | 九月癸卯，以右丞相史嵩之在告，詔知樞密院事范鍾、簽書樞密院事劉伯正輪日當筆。丙午，史嵩之依前官起復，加永國公。十二月庚午，范鍾自通議大夫、知樞密院事、兼參知政事授正奉大夫，除左丞相兼樞密使。杜範自資政殿學士、中大夫、提舉萬壽觀兼侍讀授通奉大夫、右丞相兼樞密使。 史嵩之 范鍾 杜範 | 九月癸卯，右丞相史嵩之以父彌忠病給告歸慶元府，未幾，彌忠卒，去位。 | 李鳴復（參知政事） 范鍾 高定子（兼參知政事） 杜範 劉伯正（簽書樞密院事、參知政事兼簽書樞密院事） 金淵（同簽書樞密院事） 游佀（知樞密院事兼參知政事） 趙葵（同知樞密院事） | 正月丁巳，參知政事李鳴復依舊資政殿大學士、知福州、福建路安撫使。杜範自同知樞密院事除資政殿學士、知婺州。 金淵遭彈劾，侍御史劉漢弼論淵屍位妨賢，罷政予祠。監察御史劉應起言，落職罷祠。 |
| 1245 | 五年乙巳                     | 三月己卯，范鍾左丞相兼樞密使，加封邑。杜範右丞相兼樞密使、加封邑。十二月己卯，游佀自知樞密院事兼參知政事授宣奉大夫，除右丞相兼樞密使，加封邑。 史嵩之 范鍾 游佀 | 四月丙戌，右丞相杜範薨。十二月己卯，鄭清之自少傅、觀文殿大學士充醴泉觀使兼侍讀、越國公特授少師、奉國軍節度使，依前醴泉觀使兼侍讀、越國公，仍加封邑。 | 高定子 游佀 趙葵 李性傳（簽書樞密院事兼權參知政事） 陳韡（同簽書樞密院事兼參知政事） | 正月乙卯，劉伯正罷參知政事。十二月癸未，李性傳除職予郡。 |
| 1246 | 六年丙午                     | 史嵩之 范鍾 游佀 | 二月戊辰，左丞相范鍾再乞歸田裡，詔除觀文殿大學士、醴泉觀使兼侍讀。十二月乙未，右丞相史嵩之守本官致仕。 | 高定子 趙葵 陳韡（參知政事兼同知樞密院事） | 閏四月乙未，徐榮叟卒。 |
| 1247 | 七年丁未                     | 四月辛丑，鄭清之自少師、奉國軍節度使充醴泉觀使、兼侍讀、越國公特授太傅、右丞相兼樞密使，依前越國公，加封邑。 鄭清之 游佀 | 四月辛丑，游佀罷右相，除觀文殿大學士、醴泉觀使兼侍讀，封邑如故，五月戊寅，再辭，免官，特許歸田。 | 高定子 趙葵 陳韡 王伯大（簽書樞密院事） 吳潛（同簽書樞密院事） 別之傑（參知政事） 鄭寀（同簽書樞密院事） | 三月戊辰，李韶依舊端明殿學士、提舉萬壽宮、兼侍讀。（此条不当入宰辅表，李韶当时为翰林學士兼知制誥，史嵩之便是被李韶弹劾而罢相。但李本人从未拜相。宰辅表考证缺。） 七月乙丑，吳潛罷同簽書樞密院事，丁丑，依舊端明殿學士、知福州、福建安撫使。八月甲申，鄭寀罷同簽書樞密院事，守舊職奉祠。甲辰，參知政事高定子卒。 |
| 1248 | 八年戊申                     | 九月庚午，太傅、右丞相、兼樞密使、越國公鄭清之以明堂禮成，加食邑一千戶，食實封四百戶。 鄭清之 | | 趙葵（樞密使、兼參知政事、督視江淮京西湖北軍馬兼知建康軍府事兼管內勸農使兼行宮留守、江南東路安撫使馬步軍都總管） 陳韡 王伯大（參知政事） 別之傑（參知政事） 應㒡（同知樞密院事兼參知政事） 謝方叔（簽書樞密院事兼參知政事） 史宅之（同簽書樞密院事） | 七月癸酉，王伯大以資政殿學士知建寧府。十月甲戌，參知政事別之傑乞歸田裡，乙亥，除資政殿大學士、知紹興府。 |
| 1249 | 九年己酉                     | 閏二月甲辰，鄭清之自太傅、右丞相兼樞密使、越國公特授太師左丞相兼樞密使，進封魏國公，加封邑。趙葵自樞密使、兼參知政事特授金紫光祿大夫、右丞相兼樞密使，加封邑。 鄭清之 趙葵 | 正月己巳，前左丞相范鍾薨。 | 陳韡 應㒡（參知政事） 謝方叔（參知政事） 史宅之（同知樞密院事） 吳潛（同知樞密院事兼參知政事） 徐清叟（同知樞密院事兼參知政事） | 正月丁卯，前簽書樞密院事許應龍卒。 閏二月甲辰，陳韡以觀文殿學士、福建安撫大使知福州。吳淵以端明殿學士、沿江制置使、江東安撫使兼知建康府兼行宮留守。（吳淵未拜相，屬於執政恩數。不應列入宰輔表。） 五月甲午，前同簽書樞密院事鄭寀卒。 十一月庚辰，參知政事應㒡乞歸田裡，除資政殿學士、知平江府。 十二月壬子，同知樞密院事史宅之卒。 |
| 1250 | 十年庚戌                     | 鄭清之 趙葵 | 三月戊子，右丞相兼樞密使趙葵辭相位，特授觀文殿大學士、充醴泉觀使、兼侍讀，仍奉朝請，依前金紫光祿大夫，封邑如故，十一月壬申，加特進，依舊觀文殿大學士，判潭州、湖南安撫大使，戊寅，進封信國公，加封邑。 | 謝方叔 吳潛（除資政殿學士，帥沿江） 徐清叟 | |
| 1251 | 十一年辛亥                   | 四月己酉，鄭清之依前太傅、左丞相兼樞密使兼修國史日曆、魏國公，加封邑。十月戊戌，再加封邑，十一月甲辰，進封齊國公。十一月甲寅，謝方叔自知樞密院事授正奉大夫，除左丞相兼樞密使，依前永康郡開國公，加封邑。 吳潛自參知政事授宣奉太夫、右丞相兼樞密使，依前金陵郡開國公，加封邑。 鄭清之 謝方叔 吳潛 | 十一月庚戌，太傅、左丞相、齊國公鄭清之薨。 | 謝方叔（知樞密院事兼參知政事） 吳潛（參知政事） 徐清叟（參知政事兼同知樞密院事） 董槐（簽書樞密院事） | |
| 1252 | 十二年壬子                   | 謝方叔 吳潛 | 十一月庚寅，右丞相吳潛罷，十二月乙卯，除觀文殿大學士、提舉江州太平興國宮。 | 徐清叟（參知政事） 董槐（同知樞密院事） | |
| 1253 | 寶祐元年癸丑                 | 謝方叔 | | 徐清叟 董槐 | 三月丙申，前參知政事別之傑卒，四月戊申，贈少師。七月壬午，前參知政事王伯大卒。十二月，前參知政事劉伯正卒。 |
| 1254 | 二年甲寅                     | 九月戊辰，左丞相謝方叔以明堂禮成加封邑，十月丙戌，特授銀青光祿大夫，加封邑，尋授金紫光祿大夫，進封惠國公，再加封邑。 謝方叔 | 十一月甲寅，趙葵依前特進、觀文殿大學士、充醴泉觀使，免奉朝請，信國公、加封邑。吳潛依前觀文殿大學士、宣奉大夫、提舉臨安府洞霄宮、金陵郡開國公，加封邑。 | 徐清叟（知樞密院事兼參知政事） 董槐（參知政事） 李曾伯（參知政事，帥蜀郡） 賈似道（同知樞密院事、兩淮制置大使兼淮南東西路安撫使、知揚州軍州事兼管內勸農營田屯田等使） | 李曾伯被召赴闕，加大學士，知福州兼福建安撫使。辭免，以大學士提舉洞霄宮。 |
| 1255 | 三年乙卯                     | 八月乙丑，董槐自通奉大夫、參知政事特授宣奉大夫、右丞相兼樞密使，依前濠梁郡開國公，加封邑。 謝方叔 董槐 | 四月甲戌，趙葵依前特進、觀文殿大學士、信國公特授荊湖南路安撫大使、判潭州事。七月丙辰，左丞相謝方叔為朱應元所劾，八月乙丑罷，特授觀文殿大學士、提舉臨安府洞霄宮，依前金紫光祿大夫、惠國公，封邑如故。景定二年七月戊寅，以常挺言追奪合得恩數。八月辛未，趙葵依舊官除沿江制置使，八月戊子，依前特進、觀文殿大學士、醴泉觀使、信國公，免奉朝請。 | 徐清叟（知樞密院事兼參知政事） 董槐（參知政事） 賈似道 王埜（簽書樞密院事） 程元鳳（同簽書樞密院事） 蔡抗（同簽書樞密院事） | 七月丙辰，知樞密院事徐清叟為朱應元所劾，八月乙丑，除資政殿大學士、提舉隆興府玉隆萬壽宮，九月丙午，依舊官提舉臨安府洞霄宮。六月辛卯，王埜罷簽書樞密院事。八月丙子，前知樞密院事鄭性之兼參知政事卒。庚寅，應㒡為丁大全所劾，落職罷祠，勒令致仕，辛卯卒。 |
| 1256 | 四年丙辰                     | 七月乙卯，程元鳳自參知政事特授通奉大夫、右丞相兼樞密使，進封新安郡開國公，加封邑。 董槐 程元鳳 | 六月癸未，右丞相董槐為丁大全所劾，詔程元鳳、蔡抗時暫輪日當筆。七月癸巳，董槐特授觀文殿大學士、提舉臨安府洞霄宮，景定二年正月己卯，依前觀文殿大學士、宣奉大夫、福建路安撫大使、濠梁郡開國公致仕。 | 賈似道 程元鳳 蔡抗 張磻（簽書樞密院事、同知樞密院事兼參知政事） 丁大全（簽書樞密院事） 馬天驥（同簽書樞密院事） | 四月己丑，徐清叟、王埜並褫職罷祠。十二月庚申，參知政事蔡抗擅自去國，為林存所劾，罷職予祠。 |
| 1257 | 五年丁巳                     | 程元鳳 | 正月丁亥，趙葵除少保、寧遠軍節度使、京湖宣撫大使、判江陵府兼夔路策應大使，丁酉，進封衞國公，加封邑，二月辛酉，兼湖廣總領。 | 賈似道（知樞密院事兼兩淮安撫制置大使） 蔡抗 張磻（參知政事） 丁大全（同知樞密院事兼權參知政事） 馬天驥 吳淵（參知政事） 林存（簽書樞密院事） | 正月甲辰，吳淵特授光祿大夫、守參知政事致仕，辛亥卒。十月己丑，張磻特轉三官，守參知政事致仕，明日卒。 六月丁酉，馬天骥罷同簽書，提舉洞霄宮。 |
| 1258 | 六年戊午                     | 四月丁未，丁大全自參知政事特授正奉大夫、右丞相兼樞密使，依舊丹陽郡開國公，加封邑。 程元鳳 丁大全 | 二月辛巳，趙葵依舊少保、寧遠軍節度使、判福州、兼福建路安撫大使、馬步軍都總管，四月甲辰，依舊少保、寧遠軍節度使、衞國公除醴泉觀使兼侍讀。 四月甲辰，右丞相程元鳳辭職，詔丁大全、林存時暫輪日當筆。丁未，元鳳特授觀文殿大學士、判福州、福建安撫大使，依前金紫光祿大夫、新安郡開國公、封邑如故。六月乙未，程元鳳辭免觀文殿大學士、判福州，詔仍前觀文殿大學士、提舉臨安府洞霄宮。 | 賈似道（樞密使、兩淮宣撫大使） 蔡抗 林存（兼權參知政事、同知樞密院事兼權參知政事） 朱熠（簽書樞密院事） 饒虎臣（簽書樞密院事） | 十一月丁巳，林存以資政殿學士知建寧府。 |
| 1259 | 開慶元年己未                 | 十月壬申，吳潛自銀青光祿大夫、醴泉觀使、兼侍讀、崇國公、特進、左丞相兼樞密使，進封相國公，加封邑，丙子，改封慶國公。賈似道自金紫光祿大夫、樞密使授特進、右丞相兼樞密使，依前京西湖南北四川宣撫大使、都大提舉兩淮兵甲、總領湖廣江西京西財賦、湖北京西軍馬錢糧、專一報發御前軍馬文字、兼提領措置屯田、判江陵軍府事兼管內勸農營田使，進封茂國公，加封邑。十二月壬子，吳潛改封許國公，賈似道改封肅國公。 丁大全 吳潛 賈似道 | 九月辛酉，趙葵依舊特進、觀文殿大學士、衞國公、判慶元府、沿海制置大使。十月壬申，丁大全罷右丞相，授觀文殿大學士、光祿大夫、判鎮江府，依前丹陽郡開國公，加封邑。景定三年七月戊寅，以常挺言，責授彰州團練副使，貴州安置。癸酉，趙葵依前特進，觀文殿大學士特授沿江江東宣撫大使，置司建康府，任責隆興府饒州江州徽州兩界防拓調遣，時暫兼判建康府、行宮留守、衞國公。八月戊子，吳潛依舊觀文殿大學士、判寧國府、特進、崇國公，九月丙寅，依前觀文殿大學士、銀青光祿大夫，特授醴泉觀使、兼侍讀、崇國公。 | 蔡抗（參知政事） 朱熠（參知政事、權知樞密院事） 饒虎臣（同知樞密院事、權參知政事） 戴慶炣（簽書樞密院事、權參知政事） | 正月乙丑，林存以資政殿學士知建寧府，二月丁亥，依舊資政殿學士、提舉臨安府洞霄宮。七月庚戌，蔡抗自參知政事致仕，癸亥卒。 |
| 1260 | 景定元年庚申                 | 四月癸丑，賈似道特授少師，依前右丞相兼樞密使，進封衞國公，加封邑，七月庚寅，兼太子少師。 吳潛 賈似道 | 四月己酉，吳潛罷右相，除觀文殿大學士、提舉臨安府洞霄宮。五月戊辰，趙葵依舊少保，除兩淮宣撫大使、判揚州，進封魯國公。八月壬寅，程元鳳依舊觀文殿大學士，除淮浙發運使、判平江府，明年十一月己未，授特進、醴泉觀使兼侍讀，依前觀文殿大學士、新安郡開國公，封邑如故。 | 朱熠（知樞密院事兼參知政事） 饒虎臣（參知政事） 戴慶炣（同知樞密院事兼參知政事） 皮龍榮（簽書樞密院事、權參知政事） 沈炎（同簽書樞密院事） | 五月戊辰，饒虎臣罷參知政事，戊子，以資政殿學士提舉臨安府洞霄宮。五月庚辰，參知政事戴慶炣卒。六月戊申，前簽書王埜卒。 以下一條宋史誤記，厲文翁從未擔任過執政官，故宋史在執政罷免欄中加入該條來由待考，有可能與執政恩數相關。 （九月甲午，厲文翁依舊端明殿學士、提舉臨安府洞霄宮。） |
| 1261 | 二年辛酉                     | 正月己卯，賈似道自太保、右丞相以進書加太傅。 賈似道 | | 朱熠 皮龍榮（參知政事） 沈炎（同知樞密院事兼權參知政事） 何夢然（簽書樞密院事、同知樞密院事兼參知政事） 江萬里（同簽書樞密院事） 馬光祖（同知樞密院事） | 三月戊子，朱熠罷知樞密院事，以觀文殿學士知建寧府。七月壬申，福建安撫大使陳韡卒。十月丙辰，沈炎除資政殿學士、提舉臨安府洞霄宮。十二月壬辰，江萬里為光純父所劾，壬寅，依舊端明殿學士、提舉臨安府洞霄宮。 |
| 1262 | 三年壬戌                     | 賈似道 | 六月己亥，董槐依舊觀文殿大學士除特進致仕。 | 沈炎 何夢然 馬光祖 孫附鳳（簽書樞密院事） 楊棟（同簽書樞密院事、簽書樞密院事兼權參知政事） 葉夢鼎（同簽書樞密院事） | 二月丁亥朔或二月壬寅，皮龍榮自權知樞密院事以資政殿大學士為湖南安撫使。 五月辛未，同知樞密院事、知臨安府馬光祖罷為知福州、福建安撫使。（此條宰輔表未記載，為王瑞來按理宗本紀所補） 九月戊辰，資政殿學士沈炎薨。十月辛未，徐清叟授宣奉大夫、守觀文殿學士致仕，十一月丙申卒。 孫附鳳進拜簽書後情況不明，《宰輔表考證》也沒有對他的情況加以考證。而宋史原文在之後便沒有提及過此人。 |
| 1263 | 四年癸亥                     | 賈似道 | | 何夢然（兼權知樞密院事） 楊棟（同知樞密院事兼權參知政事） 葉夢鼎（簽書樞密院事） | 六月丁巳，馬光祖依舊觀文殿學士、提舉臨安府洞霄宮。 |
| 1264 | 五年甲子度宗十月丁卯即位     | 賈似道 | | 何夢然 楊棟（參知政事） 葉夢鼎（參知政事） 姚希得（簽書樞密院事、同知樞密院事兼參知政事） | 四月乙丑，何夢然遭言官彈劾，罷知建寧府。 |
| 1265 | 咸淳元年乙丑                 | 四月甲寅，賈似道除太師，依舊右丞相兼樞密使、魏國公。 賈似道 | 三月壬午，太傅、右丞相、兼樞密使、魏國公賈似道為理宗欑宮總護使，五月丙戌，依前太師除鎮東軍節度使充侍讀、魏國公，仍奉朝請。 | 葉夢鼎 姚希得（參知政事） 王爚（簽書樞密院事，進同知樞密院事兼權參知政事） 江萬里（自同知樞密院事除參知政事） 馬廷鸞（簽書樞密院事） 留夢炎（簽書樞密院事） | 正月丁丑，皮龍榮、楊棟並依舊職提舉臨安府洞霄宮。 |
| 1266 | 二年丙寅                     | 賈似道 | 十一月己亥，趙葵自觀文殿大學士除少師、武安軍節度使致仕。 | 葉夢鼎 王爚（參知政事） 馬廷鸞 留夢炎（同知樞密院事） 包恢（簽書樞密院事） | 正月癸丑，江萬里乞祠，除湖南安撫使兼知潭州。四月壬午，姚希得以資政殿學士提舉臨安府洞霄宮。丁亥，王爚以病免同知樞密院事。 |
| 1267 | 三年丁卯                     | 正月戊戌，太師、右丞相賈似道特轉兩官，二月乙丑，除太師，特授平章軍國重事，一月三赴經筵，三日一朝，就赴都堂治事。三月壬辰，程元鳳自少保觀文殿大學士除少傅、右丞相兼樞密使，進封吉國公，加封邑。八月辛未，葉夢鼎自金紫光祿大夫、參知政事除特進、右丞相兼樞密使。 賈似道 程元鳳 葉夢鼎 | 三月丁未，程元鳳為監察御史陳宜中所劾，罷右丞相，依舊少保、觀文殿大學士、醴泉觀使。 | 葉夢鼎（參知政事） 王爚（知樞密院事兼參知政事） 馬廷鸞（同知樞密院事） 留夢炎（樞密使） 包恢 常挺（簽書樞密院事、同知樞密院事兼權參知政事、參知政事） 馬光祖（參知政事） | 六月己巳，姚希得依舊職資政殿學士，特與宮觀致仕。辛未，楊棟仍舊資政殿學士特與宮觀致仕。己卯，王爚除資政殿學士、知慶元府兼沿海制置使。 厲文翁以資政殿大學士，朝請大夫贈七官致仕。（此处是宰辅表第二次提及厉文翁，之前于景定元年此人已经与祠为提举宫观，此处只是写他退休。） |
| 1268 | 四年戊辰                     | 八月壬寅，太師平章軍國重事賈似道、右丞相兼樞密使葉夢鼎各進二秩。 賈似道 葉夢鼎 | | 王爚 馬廷鸞（兼權參知政事） 包恢 常挺 馬光祖 | 正月乙巳，留夢炎除觀文殿學士、知潭州、湖南安撫使、起居郎兼侍講。十一月壬戌，常挺以資政殿學士致仕，丁未，曾少保。十二月丙戌，包恢以資政殿學士致仕。 |
| 1269 | 五年己巳                     | 三月戊辰，江萬里自參知政事進一秩，除左丞相兼樞密使。馬廷鸞自參知政事進一秩，除右丞相兼樞密使。 賈似道 葉夢鼎 江萬里 馬廷鸞 | 正月癸亥，葉夢鼎罷右相，依前少保特授觀文殿大學士、判福州軍州事兼管內勸農使、福建路安撫大使、馬步軍都總管，進封信國公。三月庚戌，程元鳳守少保、觀文殿大學士致仕。 | 王爚 馬廷鸞（參知政事兼同知樞密院事，随后拜相） 馬光祖 江萬里（自湖南安撫使除參知政事，随后拜相） | 五月己酉，馬光祖依舊觀文殿學士、提舉臨安府洞霄宮。 |
| 1270 | 六年庚午                     | 賈似道 江萬里 馬廷鸞 | 正月丙寅，江萬里為鮑度所劾，罷左相，戊辰，以觀文殿學士知福州、福建安撫使。 | 王爚 陳宗禮（簽書樞密院事、權參知政事） 趙順孫（同簽書樞密院事、權參知政事） | 十一月乙未，陳宗禮進資政殿學士、守兼參知政事致仕。 |
| 1271 | 七年辛未                     | 賈似道 馬廷鸞 | 十二月己亥，謝方叔特敍復元官，以惠國公致仕。 | 王爚 趙順孫 | 正月壬申，楊棟升觀文殿學士致仕。 |
| 1272 | 八年壬申                     | 十二月甲寅，葉夢鼎自少保、觀文殿學士除少傅、右丞相、兼樞密使，屢辭不拜。 賈似道 馬廷鸞 | 十一月乙卯，馬廷鸞罷右相，除觀文殿學士、知饒州，己未，免知饒州，以觀文殿學士、鄱陽郡公提舉洞霄宮，九年十二月甲子，除浙東安撫使、知紹興府。 | 王爚 趙順孫 章鑑（同簽書樞密院事） | 五月己巳，王爚除觀文殿學士、提舉萬壽觀、兼侍讀。十二月丁未，留夢炎以臺臣言奪職罷祠。 |
| 1273 | 九年癸酉                     | 賈似道 | | 趙順孫 章鑑（簽書樞密院事） 陳宜中（同簽書樞密院事） | |
| 1274 | 十年甲戌七月癸未瀛國公即位   | 十一月丙戌，王爚自知樞密院事進兩秩，除左丞相兼樞密使。章鑑自同知樞密院事進兩秩，除右丞相兼樞密使。十二月癸亥，賈似道依舊起復太師、平章軍國重事、魏國公、都督諸路軍馬。 賈似道 王爚 章鑑 | 正月戊子，江萬里乞輿疾去任，詔依舊觀文殿大學士、提舉洞霄宮。 | 章鑑（權參知政事） 陳宜中（簽書樞密院事、兼權參知政事） | 二月己酉，趙順孫自同簽書除福建安撫使。正月己丑，留夢炎除知潭州兼湖南安撫使，四月辛亥，依舊觀文殿學士、知潭州兼湖南安撫使。 |
| 1275 | 德祐元年乙亥                 | 三月乙亥，王爚自觀文殿學士除左丞相兼樞密使；丙子，陳宜中自知樞密院事除特進、右丞相兼樞密使；己卯，並都督諸路軍馬。四月丙辰，王爚詔如文彥博故事，朝參起居外並免拜，六月甲寅，除平章軍國重事，一月兩赴經筵，五日一朝。陳宜中左丞相兼樞密使、都督諸路兵馬。留夢炎除右丞相兼樞密使、都督諸路兵馬，十月丁未，除左丞相。陳宜中自觀文殿大學士除右丞相兼樞密使。 賈似道 王爚 陳宜中 留夢炎                                      | 二月庚午，陳宜中乞誅似道，詔罷平章、都督，予祠。三月丙子，章鑑罷右相，予祠，戊戌，罷祠，六月庚戌，放歸田里。七月壬辰，罷王爚為醴泉觀使。九月己巳，陳宜中授觀文殿大學士、醴泉觀使、兼侍讀。十一月乙未，左丞相留夢炎遁，丙午，遺使召還。十二月戊申，王爚薨。 | 陈宜中（進同知樞密院事兼參知政事，二月己巳，除知樞密院事兼參知政事） 曾淵子（同知樞密院事） 文及翁（簽書樞密院事） 倪普（同簽書樞密院事） 姚希得（參知政事） 陳合（同簽書樞密院事） 高斯得（簽書樞密院事兼權參知政事） 李庭芝（參知政事） 陳文龍（簽書樞密院事兼權參知政事、同知樞密院事兼權參知政事） 黃鏞（同簽書樞密院事、兼權參知政事） 吳堅（簽書樞密院事） 謝堂（同知樞密院事） 文天祥（簽書樞密院事） | 三月庚寅，曾淵子自同知樞密院事除兩浙轉運副使。四月己未，文及翁、倪普削一官，奪執政恩數。 十月癸亥，陈合罢。 |
| 1276 | 二年丙子                     | 正月辛未，吳堅自簽書除左丞相兼樞密使。乙酉，文天祥自知臨安府除右丞相兼樞密使。 陳宜中 吳堅 文天祥 | 正月甲申，右丞相陳宜中遁。 | 姚希得 高斯得 李庭芝 黃鏞（參知政事） 常楙（參知政事） 夏士林（簽書樞密院事） 全允堅（加太尉，除參知政事） 家鉉翁（簽書樞密院事） 賈餘慶（簽書樞密院事） | 正月庚午，參知政事陳文龍遁。謝堂除兩浙鎮撫大使。己卯，參知政事常楙遁。庚申，簽書夏士林遁。 |
| 1276 | 景炎元年丙子五月端宗立于福州 | 五月乙未朔，陳宜中拜左丞相兼都督，李庭芝拜右丞相。 五月庚辰，文天祥拜右丞相兼知樞密院事。 陳宜中 李庭芝 文天祥 | 七月，元人害李庭芝於揚州。 | 陳文龍（參知政事） 劉黻（參知政事） 張世傑（樞密副使） 陸秀夫（簽書樞密院事） | 十二月，陈文龙绝食卒。劉黻之福州，道卒。 |
| 1278 | 景炎三年戊寅四月帝昺立       | 四月庚午，簽署樞密院事陸秀夫拜左丞相。閏十一月，以姚良臣為右丞相。 文天祥 陸秀夫 姚良臣 | | 張世傑（拜少傅、樞密副使） 曾淵子（參知政事、廣西宣撫使） | |
| 1279 | 祥興二年己卯                 | 文天祥 陸秀夫 | 陸秀夫負帝投海死，宋亡。 | 張世傑 曾淵子 夏士林（參知政事） 王德（同知樞密院事） | 曾淵子走安南 |